# Хронологія російського вторгнення в Україну (липень 2022)
Ця стаття є частиною Хронології широкомасштабного російського вторгнення в Україну (2022), яка, в свою чергу, є частиною Хронології російської збройної агресії проти України (з 2014)
Про події червня 2022 р. — див. Хронологія російського вторгнення в Україну (червень 2022)

## Загальна обстановка на 01 липня 2022 року
На Волинському, Поліському та Сіверському напрямках ситуація суттєвих змін не зазнала. На останньому ворог здійснив артилерійські обстріли в районах населених пунктів Грем’яч, Михальчина Слобода, Колос Чернігівської області та Старикове і Атинське Сумської області.
На Харківському напрямку противник зосередив угруповання військ Західного військового округу, здійснює оборону раніше зайнятих рубежів, систематично обстрілює підрозділи  Сил оборони України для сковування їх дій. Так, з артилерії,  окупанти обстрілювали райони населених пунктів Базаліївка, Перемога, Верхній Салтів, Норцівка, Чепіль, Дмитрівка, Барвінкове, Мосьпанове, Велика Бабка, Сороківка та Пришиб.
На Слов’янському напрямку війська противника продовжують ведення оборони, перегруповуються та намагаються покращити тактичне положення. Агресор здійснив артилерійські обстріли позицій наших військ неподалік Долини, Мазанівки, Дібрівного, Грушувахи, Адамівки, Гусарівки та Іванівки.
На Донецькому напрямку противник основні зусилля зосереджує на оточенні наших військ в районі Лисичанська з півдня та заходу, встановленні повного контролю над Луганською областю. Веде штурмові дії з метою блокування логістичного забезпечення наших підрозділів.
На Лисичанському напрямку обстрілює наші позиції із ствольної та реактивної артилерії в районах населених пунктів Сіверськ, Білогорівка, Лисичанськ та Вовчоярівка. Намагається взяти під контроль ділянку автошляху Бахмут – Лисичанськ, успіху не має.
Одночасно ворог активізував бойові дії на Краматорському напрямку.
На Бахмутському напрямку противник обстрілює із артилерії райони населених пунктів Берестове, Яковлівка, Відродження, Майорськ та Вугледарської ТЕС. Намагається покращити тактичне положення у напрямку населеного пункту Покровське, успіху не має.
На Авдіївському, Курахівському, Новопавлівському та Запорізькому напрямках здійснював обстріли наших позицій із ствольної та реактивної артилерії вздовж лінії зіткнення.
На Південнобузькому напрямку противник продовжував обстріли із мінометів, ствольної та реактивної артилерії в районах населених пунктів Потьомкине, Березнегувате, Партизанське, Киселівка, Шевченкове, Таврійське. Вів повітряну розвідку БпЛА.
У готовності до завдання ракетних ударів по об’єктах на території України ворог продовжує утримувати три носії високоточної зброї.
Українська авіація та ракетно-артилерійські підрозділи продовжують вогневе ураження по скупченнях живої сили та військової техніки російських окупантів.
Отже, найбільш інтенсивні бої точаться навколо Лисичанська.
США та Велика Британія після саміту НАТО 28-29 липня оголосили про надання Україні додаткової військової допомоги. Також на саміті ухвалено рішення про прийняття до альянсу Швеції і Фінляндії.
Витрати росіян на 01.07.2022 за даними Генштабу ЗСУ:
- Танки — 1577 (+4)
- ББМ — 3736 (+10)
- Гармати — 796 (+6)
- РСЗВ — 246
- Засоби ППО — 105 (+1)
- Літаки — 217
- Гелікоптери — 186 (+1)
- БПЛА — 645 (+4)
- Крилаті ракети — 143
- Кораблі (катери) — 15 (+1)
- Автомобілі та автоцистерни — 2610 (+8)
- Спеціальна техніка — 61
- Особовий склад — близько 35750 осіб (+150), близько 500 полонених

## 1-10 липня

### 1 липня
Ворожа атака у напрямку Лисичанського желатинового заводу, Верхньокам'янського, Богородичного (під Слов'янськом). Контрнаступальні дії на напрямку Кочубеївка — Дементіївка під Харковом. Деякі джерела повідомляють про втрату Привілля і Шипилівки під Лисичанськом, а також Золотарівки, що може вказувати на оперативне оточення підрозділів ЗСУ у Лисичанську.

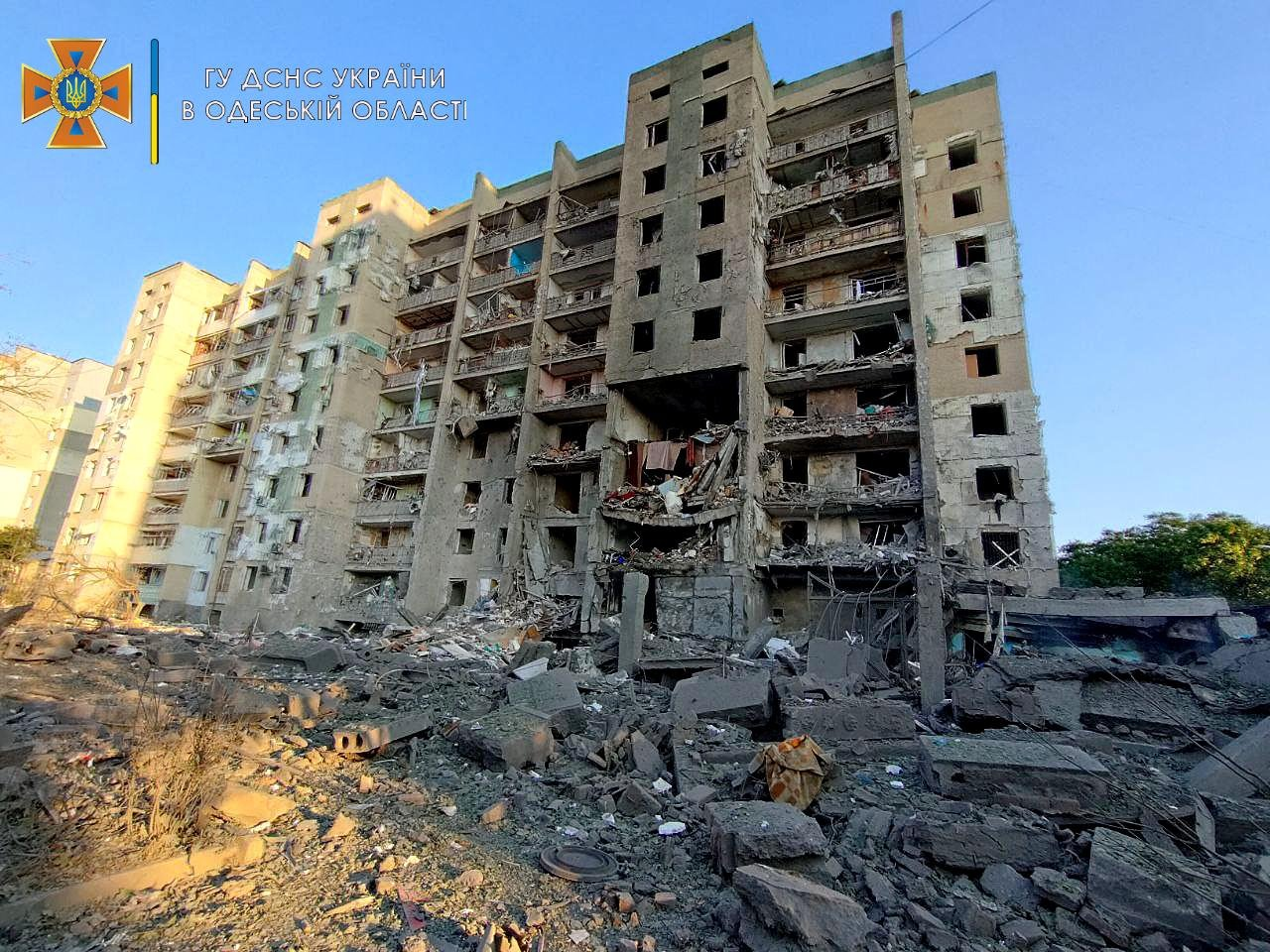
Будинок у Сергіївці після удару

Російський ракетний удар по Сергіївці Білгород-Дністровського району Одеської області, загинула 21 особа. Ракетний удар по Миколаєву.
Російські авіаудари поблизу Верхнього Салтова, Прудянки та Мосьпанового на Харківщині; біля Клинового, Вершини, Покровського, Новобахмутівки та Авдіївки на Донеччині.
Ворог обстріляв райони н.п. Грем'яч, Михальчина Слобода, Колос Чернігівської області та Старикове і Атинське на Сумщині; на Слобожанському напрямку — райони н.п. Чепіль, Золочів, Руська Лозова, Рубіжне, Хрестище, Печеніги, Харків, Питомник, Базаліївка, Руська Лозова, Прудянка, Хрестище, Перемога, Дементіївка, Верхній Салтів, Молодова, Старий Салтів, Коробочкіне, Замулівка, Велика Бабка, Волобуївка та Малинівка; на Слов'янському напрямку — неподалік Долини, Мазанівки, Дібрівного, Грушувахи, Довгенького, Краснопілля, Асіївки, Слов'янська, Микільського, Богородичного, Курульки, Адамівки, Сухої Кам'янки, Гусарівки та Криничного; на Краматорському напрямку — райони Білогорівки, Маяків та Донецького, на Лисичанському і Бахмутському напрямках — райони н.п. Сидорове, Переїзне, Крива Лука, Маяки, Сіверськ, Привілля, Лисичанськ, Вовчоярівка, Золотарівка і Верхньокам'янське, Бахмут, Клинове, Кодема, Нью-Йорк, Новолуганське, Берестове, Лоскутівка, Покровське, Зайцеве, Травневе та Вершина; на Авдіївському, Курахівському, Новопавлівському та Запорізькому напрямках — райони н.п. Авдіївка, Новоселівка Друга, Водяне, Тоненьке, Красногорівка, Піски, Оріхів, Шевченко, Новомихайлівка, Гірське, Гуляйполе, Времівка, Вугледар, Новоандріївка, Червоне, Староукраїнка, Залізничне та Мар'їнка; на Південнобузькому напрямку — райони н.п. Посад-Покровське, Степова Долина, Таврійське, Прибузьке, Олександрівка, Мирне, Шевченкове, Новогригорівка, Широке, Партизанське, Благодатне, Первомайське, Кобзарці, Червоний Яр, Кавказ, Степове, Калинівка, Велике Артакове, Добрянка, Потьомкіне та Миколаївка, неподалік Трудолюбівки та Лупаревого

### 2 липня
Ворожі атаки на Дементіївку та Прудянку під Харковом. Богородичне під Святогірськом. Росіяни закріплюються у Верхньокам'янці на захід від Лисичанська, атакували Білогорівку. Атаки на Берестове і Спірне на Бахмутському напрямку, на Новомихайлівку під Мар'їнкою. Бої в районі Спартака. Окупанти залишили Іванівку на Південнобузькому напрямку. Повідомляється про знищення ЗСУ складу боєприпасів окупантів біля окупованого міста Попасна Луганської області. Росіяни заявили про взяття під контроль Лисичанська.
Ракетні удари по Павлограду.
Авіаудари неподалік Верхнього Салтова, Прудянки, Мосьпанового та Гракового на Харківщині; Покровського на Бахмутському напрямку, Павлівки під Вугледаром.
Ворог обстрілював на Сіверському напрямку райони н.п. Студенок, Товстодубове, Нова Слобода, Білопілля, Бачівськ та Вовківка; на Харківському напрямку — райони н.п. Золочів, Хрестище, Молодова, Коробочкине, Велика Бабка, Малинівка, Іванівка, Черкаська Лозова, Слатине, Чепіль, Руська Лозова, Перемога, Верхній Салтів, Замулівка, Волобуївка, Мілова, Протопопівка, Питомник, Прудянка та Норцівка; на Слов'янському напрямку — райони н.п. Долина, Курулька, Адамівка, Барвінкове, Дібровне, Мазанівка, Краснопілля, Суха Кам'янка, Вірнопілля і Маяки; на Донецькому напрямку — райони неподалік Івано-Дар'ївки та Золотарівки, на Краматорському напрямку — район Білогорівки, на Бахмутському напрямку — райони Кодеми, Берестового, Новолуганського і Травневого; на Авдіївському, Курахівському, Новопавлівському та Запорізькому напрямках — райони Авдіївки, Опитного, Нетайлового, Павлівки, Оріхова, Малинівки, Новосілки, Новоандріївки, Пісків, Невельського, Новомихайлівки, Новоданилівки, Полтавки, Білогір'я, Добропілля, Ольгівського та Кам'янського.

### 3 липня

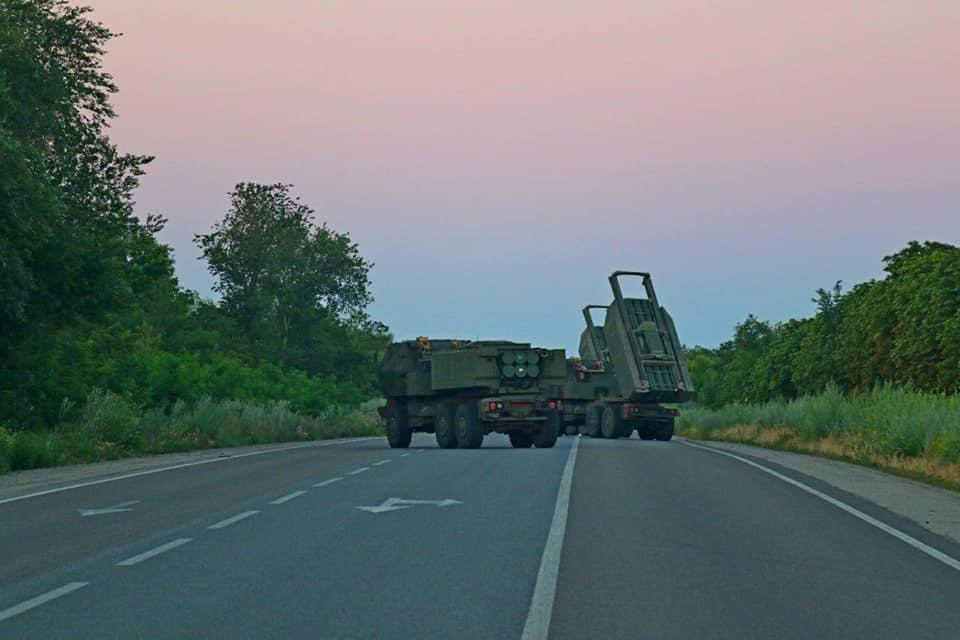
HIMARS готується стріляти по російських позиціях у Мелітополі

Українська сторона офіційно повідомила про відвід військ з Лисичанська.
ЗСУ відбили штурм у напрямках Пасіка – Долина, а також на Богородичне, Мазанівку під Слов'янськом, а також у напрямку Прудянки під Харковом. На Краматорському напрямку противник форсував річку Сіверський Донець, намагається розвинути успіх та оволодів Білогорівкою і Лисичанськом; штурмом взяв Золотарівку. Бої на Бахмутському напрямку у напрямах Ниркове – Берестове; Василівка – Берестове, Вовчоярівка – Спірне, Миколаївка – Спірне, а також на Клинове та Майорськ. На Авдіївському та Курахівському напрямках окупанти вели штурмові дії у напрямках н.п. Побєда та Мар’їнка. На Південнобузькому і Таврійському напрямках основні зусилля агресора зосереджуються на спробах повернення втрачених позицій в районах н.п. Іванівка, Потьомкине і Мирне. На Запоріжжі підірвано мост між Мелітополем і Токмаком.
Повідомляється про вибухи у Бєлгороді, Курську, Мелітополі (склад ПММ).
Ракетні удари по Харкову.
Авіаудари неподалік Кам’янки, Авдіївки та Шевченко; Авдіївки та Мар'їнки.
Обстріляно прикордонні райони Сумщини (Василівське, Білопілля, Бачівськ та Вовківка); на Харківському напрямку - райони н.п. Золочів, Хрестище, Малинівка, Черкаська Лозова та Чепіль; на Слов’янському напрямку - території неподалік Долини, Курульки, Богородичного, Адамівки та Гусарівки, Слов'янськ; на Краматорському напрямку - поблизу Григорівки та Білогорівки; на Лисичанському напрямку - райони н.п. Золотарівка і Верхньокам’янка; на Бахмутському напрямку - Бахмут, Зайцеве, райони Соледара, Покровського, Клинового, Покровського, Берестового, Спірного та в районі Вуглегірської ТЕС; на Авдіївському, Курахівському, Новопавлівському та Запорізькому напрямках - райони н.п. Авдіївка, Піски, Добропілля, Новомихайлівка, Времівка, Гуляйполе, Чарівне; а також Зеленодольськ Дніпропетровської області.

### 4 липня
Атаки в напрямку Соснівки під Харковом, Мазанівки та Долини під Слов'янськом, Білогорівки під Сіверськом. На Бахмутському напрямку ворог веде штурмові дії в напрямку н.п. Новолуганське
Повідомляється про вибухи військових складів і військових баз у окупованих Сніжному, Донецьку і Торезі, на Ізюмському напрямку.

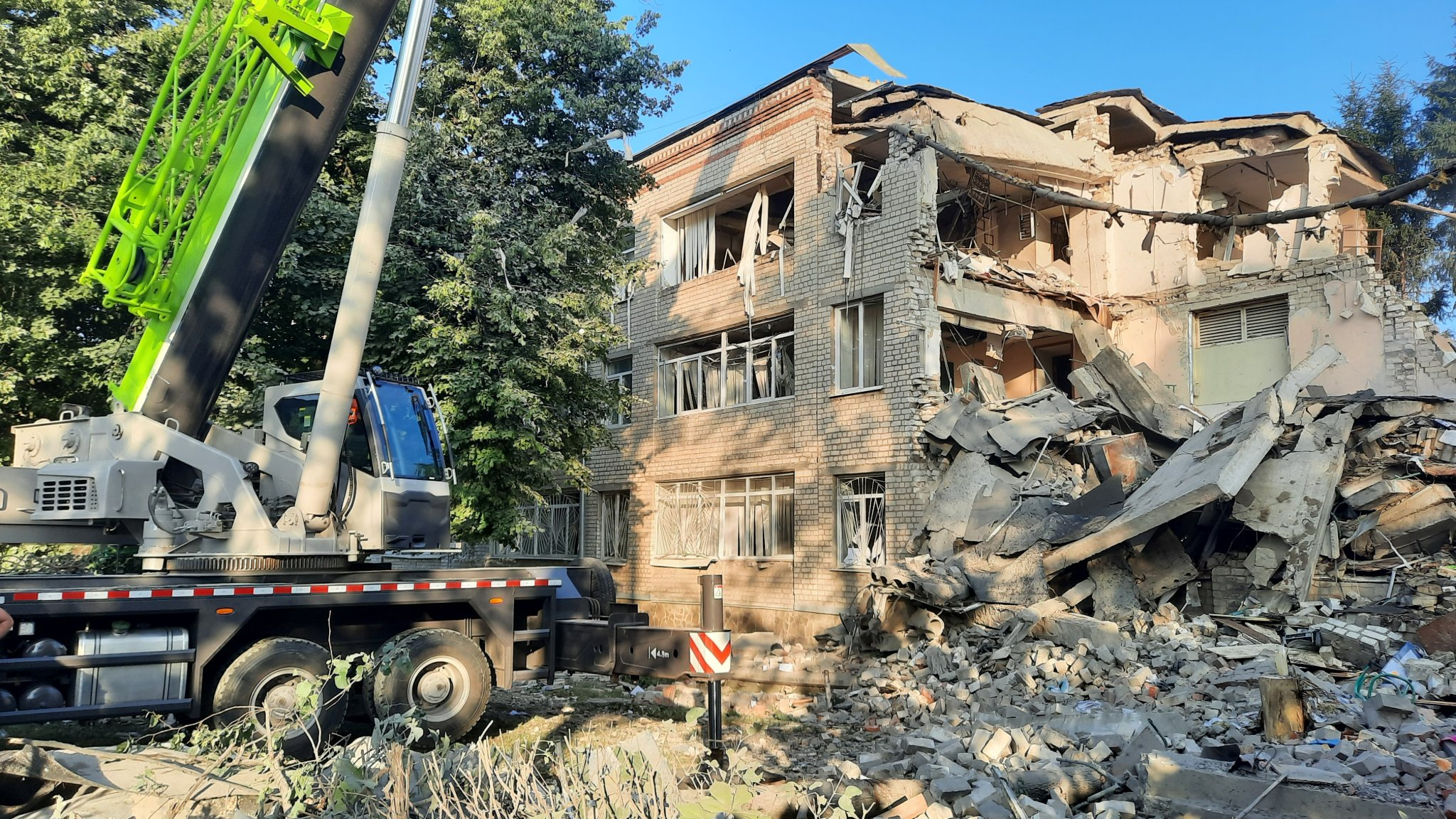
Гімназія в Харкові після обстрілу 4 липня

Авіаудари неподалік Петрівки під Харковом, по Харкову; поблизу Дібрівного, Тетянівки (під Святогірськом) та Богородичного,  Званівки на Слов'янському напрямку, по самому Слов'янську; неподалік Соледара, Спірного, Покровського та Шумів, в районі Тернівки, по Авдіївці; по школі в с.Есмань Сумської області.
Ворог обстріляв райони н.п. Василівське, Білопілля, Шалигіне та Атинське Сумської області; Мхи, Залізний Міст Чернігівської області; на Харківському напрямку - райони н.п. Кутузівка, Нове, Руські Тишки, Мала Данилівка та Дементіївка; на Слов’янському напрямку - райони н.п. Долина, Дібрівне, Богородичне, Мазанівка, Суха Балка, Краснопілля,  Вірнопілля, Велика Комишуваха, неподалік Первомайського, Нової Миколаївки, Адамівки, Мазанки, Чепіля та Мосьпанового.; на Краматорському напрямку - райони Білогорівки та Верхньокам’янського; на Бахмутському напрямку - райони н.п. Кодема, Новолуганське, Покровське, Берестове, Спірне, Івано-Дар’ївка; на Південнобузькому напрямку> - райони н.п. Лупареве, Мирне, Шевченкове, Червона Долина, Кобзарці, Партизанське, Березнегувате, Тополине, Іванівка, Потьомкине, Князівка, Добрянка, Трудолюбівка та Осокорівка.

### 5 липня

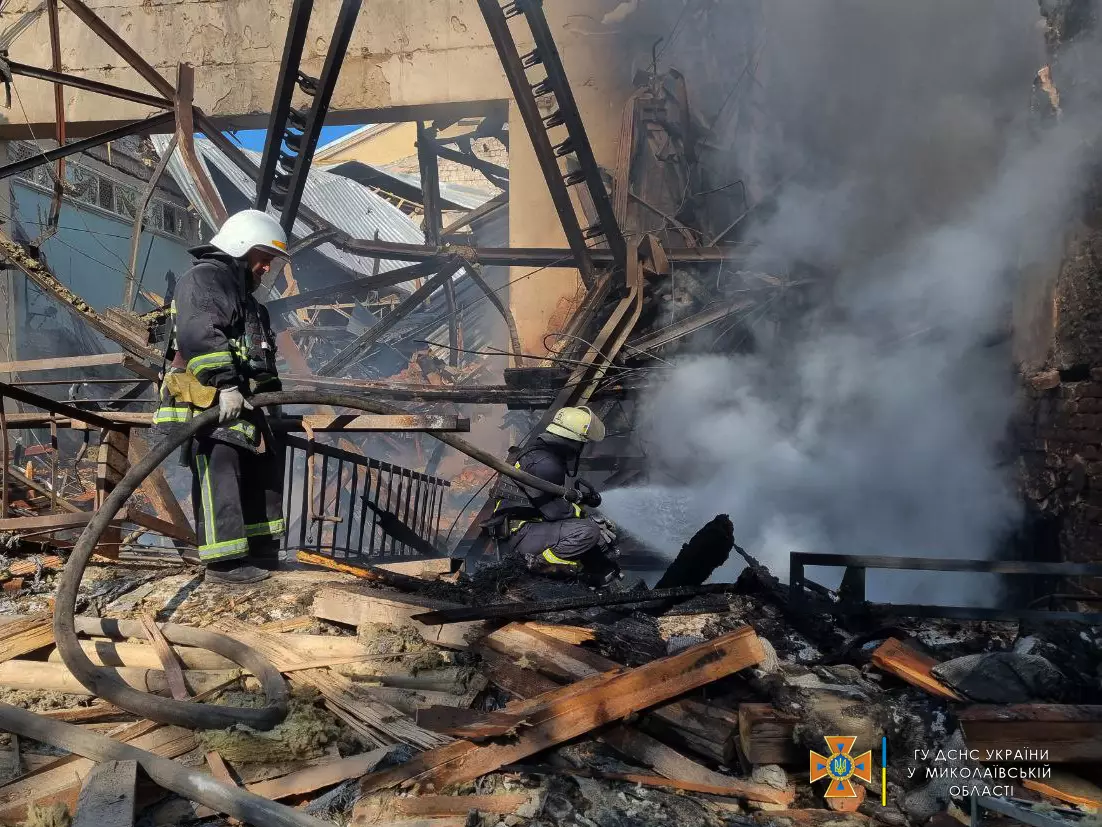
Будинок культури «Корабельний» у Миколаєві після обстрілу 5 липня

Атаки в напрямку Соснівки під Харковом, поблизу Краснопілля, Долини і Мазанівки на Слов’янському напрямку; на Донецькому напрямку основні зусилля ворог зосереджує на взятті під контроль дороги Бахмут – Лисичанськ та спробах оволодіти н.п. Білогорівка. пробував атакувати в районах н.п. Верхньокам’янське, Білогорівка та Григорівка на Краматорському напрямку; Новолуганське, в районі Спірного, неподалік Вершини і Луганського на Бахмутському напрямку; Лозового на Херсонщині.
Вибухи на російських військових об'єкта в Кадіївці, Донецьку, Ясинуватій.
Авіаудари по Слов'янську; в районі Вуглегірської ТЕС, Авдіївки, Сіверська
Ракетні удари по Харкову, Миколаєву, Покрову (ще 6 ракет знищено ППО над Дніпропетровською обл.), Шостці.
Обстріляно позиції ЗСУ поблизу с.Мхи на Чернігівщині, на Харківському напрямку - райони н.п. Харків (знищена будівля Харківського педагогічного університету), Уди, Дементіївка, Нове, Руські Тишки, Циркуни, Кутузівка, Базалівка, Пришиб, Шевелівка та Протопопівка; на Слов’янському напрямку - поблизу Дібровного, Долини,  Адамівки, Краснопілля та Богородичного; на Краматорському напрямку - райони Кривої Луки і Серебрянки, Сіверська та Григорівки; на Бахмутському напрямку - поблизу Кодеми, Покровського, Зайцевого, Залізного, Новоселівки, Берестового, Білогорівки, Травневого, Шумів і Нью-Йорка; на Південнобузькому напрямку - в районах н.п. Осокорівка, Добрянка, Потьомкіне, Іванівка, Березнегувате, Партизанське, Червона Долина, Киселівка, Мирне, Трудолюбівка, Князівка, Миколаївка, Тополине, Кобзарці, Благодатне, Шевченкове, Лупареве.

### 6 липня

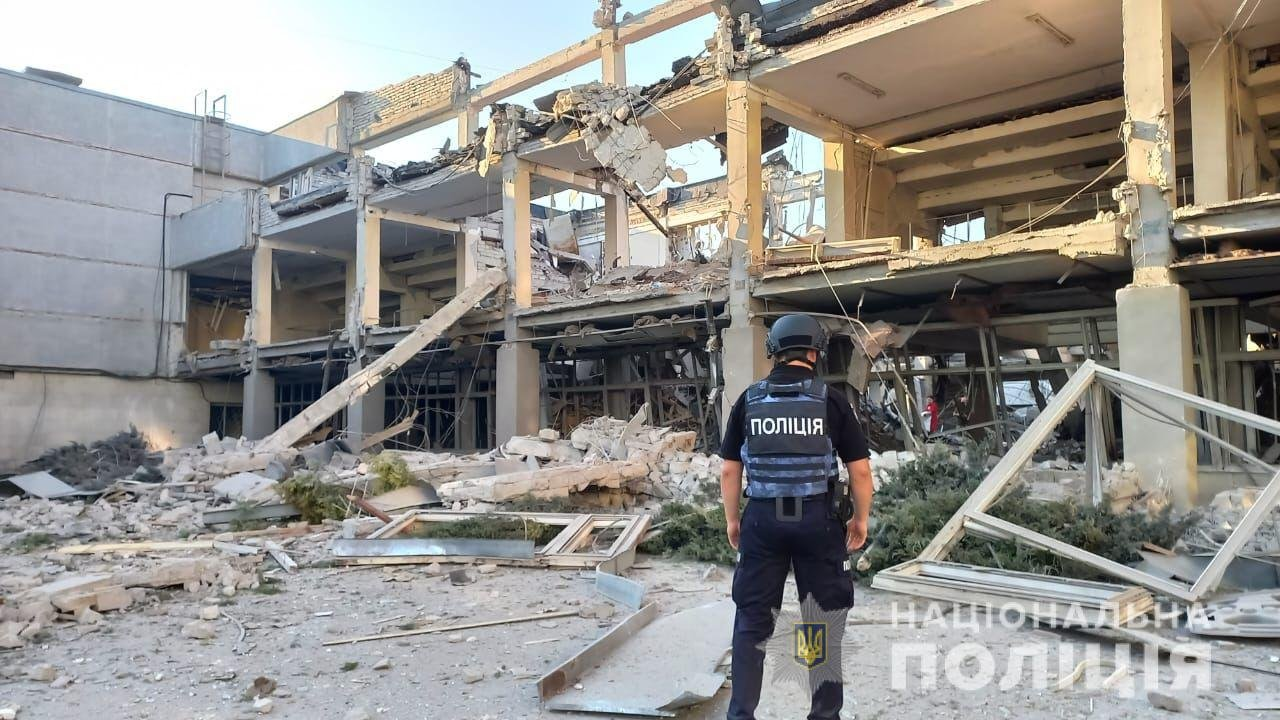
Корпус Харківського національного педагогічного університету після обстрілу 6 липня

Ворожі атаки в напрямку Козача Лопань – Соснівка (під Харковом); Довгеньке - Мазанівка (Слов'янський напрям); на Краматорському напрямку ворог намагається оволодіти н.п. Верхньокам’янське та Григорівка; На Бахмутському напрямку - встановити повний контроль над дорогою Бахмут – Лисичанськ, атаки напрямках Миронівка – Луганське та Гольмівський – Новолуганське; на Південнобузькому напрямку - боєзіткнення в районі Добрянки.
Повідомляється про вибухи військових об'єктів окупантів у Макіївці і Херсоні.
Авіаудари поблизу Рубіжного під Харковом;  Тетянівки та Сидорового на Краматорському напрямку, неподалік Мар'їнки.
Ворогом обстріляно  райони н.п. Вовківка, Миропілля, Кіндратівка та Есмань  Сумської області; на Харківському напрямку - райони н.п. Соснівка, Дементіївка, Нове, Питомник, Циркуни, Петрівка, Слатине, Мала Данилівка, Руські Тишки, Веселе, Кутузівка, Пришиб, Гусарівка та Мосьпанове; на Слов’янському напрямку - райони Дібрівного, Краснопілля, Гусарівки, Барвінкового, Карнаухівки, Великої Комишувахи, Долини, Курульки, Мазанівки, Богородичного, Адамівки та Чепіля; на Краматорському - райони Слов’янська, Верхньокам’янського, Кривої Луки, Кузьминівки та Григорівки; на Бахмутському напрямку - райони Спірного, Виїмки, Веселого, Івано-Дар’ївки, Семигір’я та Вуглегірської ТЕС; на Південнобузькому напрямку райони н.п. Олександрівка, Українка, Луч, Миколаївське, Зоря, Поляна, Біла Криниця, Лимани, Посад-Покровське, Прибузьке, Мирне, Котляреве та Благодатне; Широківську громаду, с.Шестерня на Дніпропетровщині.
Угорщина відмовилася брати участь у поставках західної зброї Україні.

### 7 липня

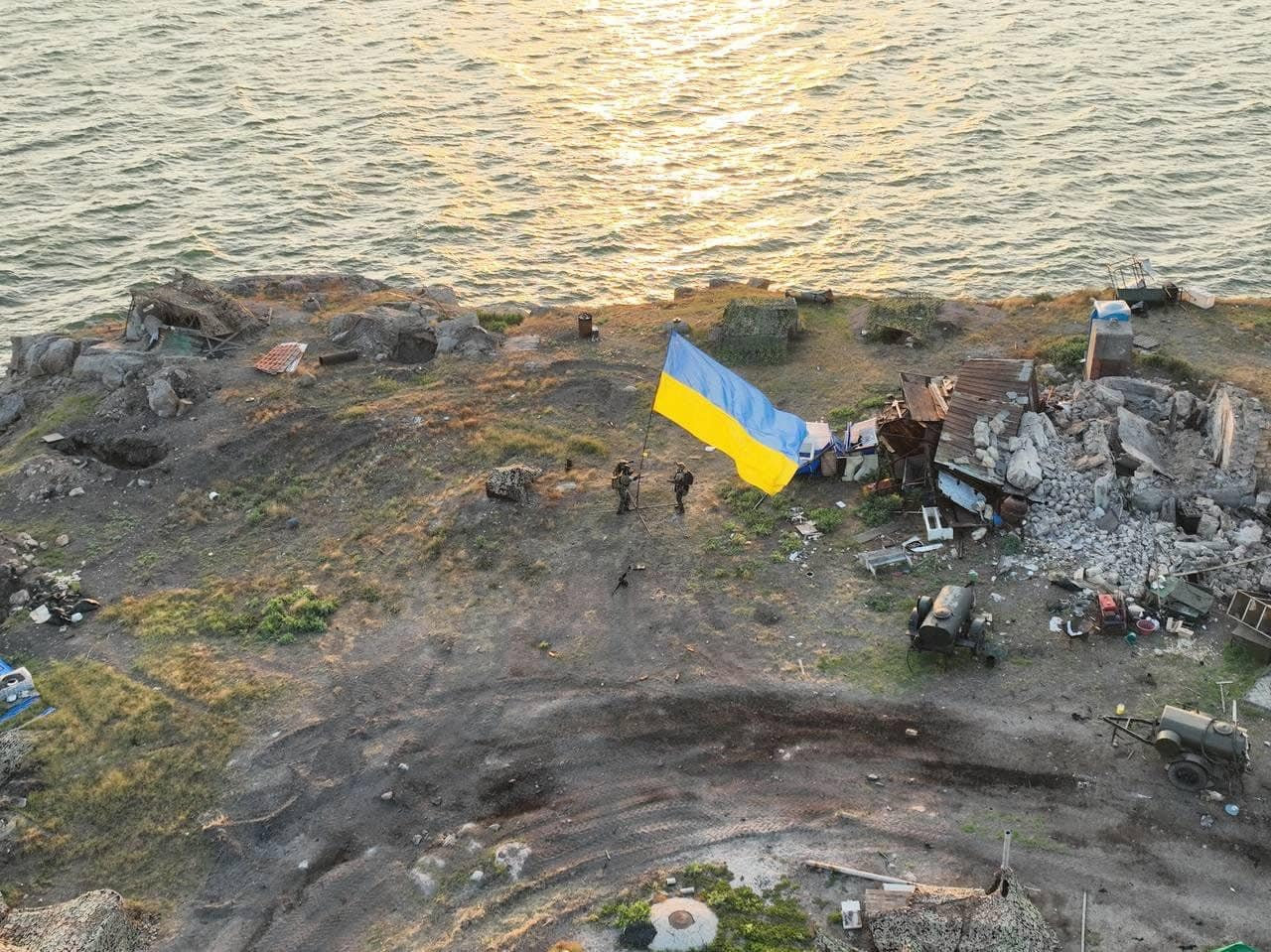
Встановлення прапора на острові Зміїний

Ворожі атаки в напрямку Соснівки та Дементіївки під Харковом; на Словʼянському напрямку ворог атакував Богородичне; на Краматорському напрямку ворог здійснив невдалі спроби штурмових дій в напрямках Григорівки та Верхньокамʼянського; на Бахмутському напрямку ворог атакував неподалік Вершини та Берестового;  закріплюється на околицях Спірного, веде наступ в напрямку Веселої Долини
Ракетний удар по Краматорську.

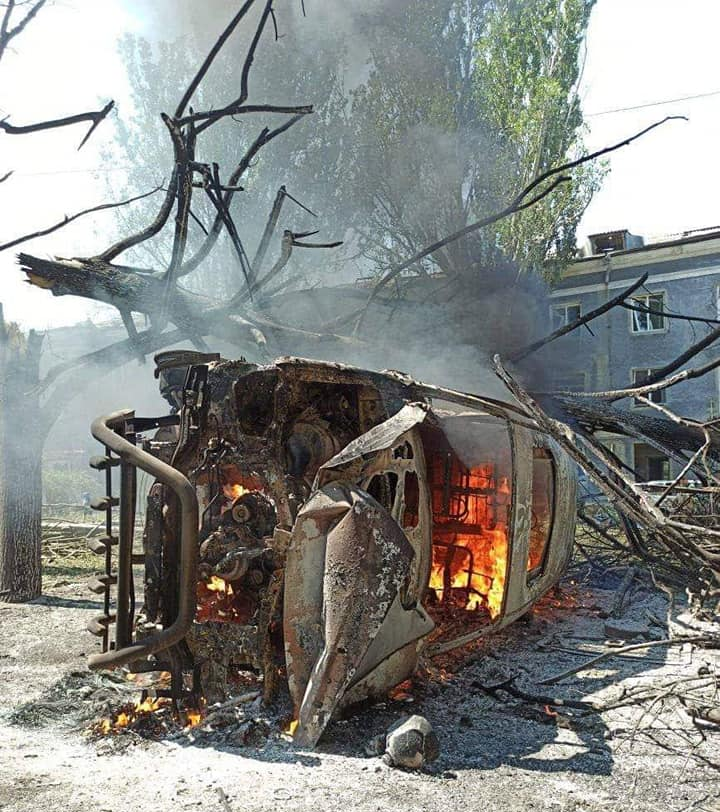
Наслідки обстрілу Краматорська 7 липня

Авіаудари поблизу Есмані та Миропілля (на Сумщині), Петрівки (Харківська обл.), Серебрянки (на Краматорському напрямку), Шумів, Вершини та Вуглегірської ТЕС (на Бахмутському напрямку), на Авдіївському, Новопавлівському та Запорізькому напрямках  - в районах Кам'янського, Василівки, Авдіївки, Новоселівки, Веселого та Новомихайлівки.
Росіяни обстріляли райони Вовківки, Кіндратівки та Миропілля Сумської області; Михальчина Слобода Чернігівської області; на Харківському напрямку - райони н.п. Харків, Микільське, Леб’яже, Уди, Дементіївка, Верхній та Старий Салтів, Петрівка, Руські Тишки та Байрак.; на Словʼянському напрямку - райони н.п. Сулигівка, Червоне, Нікополь, Новопавлівка, Карнаухівка, Краснопілля, Богородичне, Мазанівка, Дібрівне, Долина, Волобуївка, Хрестище, Гусарівка, Чепіль та Адамівка.; на Краматорському напрямку - райони н.п. Маяки, Сіверськ, Серебрянка, Григорівка, Верхньокам’янске, Золотарівка, Званівка, Білогорівка та Роздолівки.; на Бахмутському напрямку  - райони н.п. Виїмка, Іванодарʼївка, Спірне, Берестове, Білогорівка, Покровське, Яковлівка, Соледар, Бахмутське, Клинове, Вершина, Кодема, Майорськ, Нью-Йорк, Бахмут, Володимирівка, Опитне, Торецьк, Зайцеве, Клинове.

### 8 липня
Ворожі атаки в напрямку  Дементіївки під Харковом; в районі н.п. Богородичне на Слов’янському напрямку; у районах н.п. Спірне та Івано-Дар’ївка на Бахмутському напрямку; в районі н.п. Григорівка на Краматорському напрямку, в районі Вуглегірської ТЕС, Доломитного; тривають бої поблизу Веселої Долини. На Південнобузькому напрямку підрозділи противника намагалися наступати в районі н.п. Велике Артакове.  Сили оборони України  змусили ворога відійти від Верхньокам’янського (на Краматорському напрямку).
Вибухи військових об'єктів у окупованих Шахтарську, Новій Каховці.
Авіаудари поблизу Петрівки (Харківська обл.), поблизу Тетянівки (на Краматорському напрямку); неподалік Берестового, Спірного; і Покровського (на Бахмутському напрямку), неподалік Новоандріївки;  в районі н.п. Малі Щербаки (під Оріховим).
Ворог обстріляв позиції ЗСУ неподалік Сеньківки та Миколаївки Чернігівської області та н.п. Есмань і Олексіївка Сумської області; на Харківському напрямку райони н.п. Уди, Дементіївка, Леб'яже, Піщане, Замулівка, Петрівка, Питомник, Мосьпанове, Коробочкине, Слатине, Світличне, Шевелівка, Перемога, Верхній Салтів, Нове, Байрак, Явірське, Стара Гнилиця, Українка, Микільське, Базаліївка, Руські Тишки, Черкаські Тишки, П'ятигірське, Прудянка, Чорноглазівка, Кутузівка, Старий Салтів, Шестакове та Рубіжне; на Слов'янському напрямку — райони Долини, Мазанівки, Краснопілля, Гусарівки, Новопавлівки, Червоного, Вірнопілля та Хрестища, поблизу Дібровного, Богородичного, Адамівки, Карнаухівки та Сулигівки; на Краматорському напрямку — райони н.п. Сіверськ, Серебрянка, Карпівка, Слов'янськ, Крива Лука, Григорівки, Верхньокам'янського та Краматорська; на Бахмутському напрямку — позиції ЗСУ поблизу Спірного, Івано-Дар'ївки, Нью-Йорка, в районі Вуглегірської ТЕС, Зайцевого, Берестового та Клинового; Криворізький район.
МО України О.Резніков заявив, що на сьогодні близько мільйона людей у формі забезпечують діяльність сектора безпеки та оборони України.

### 9 липня

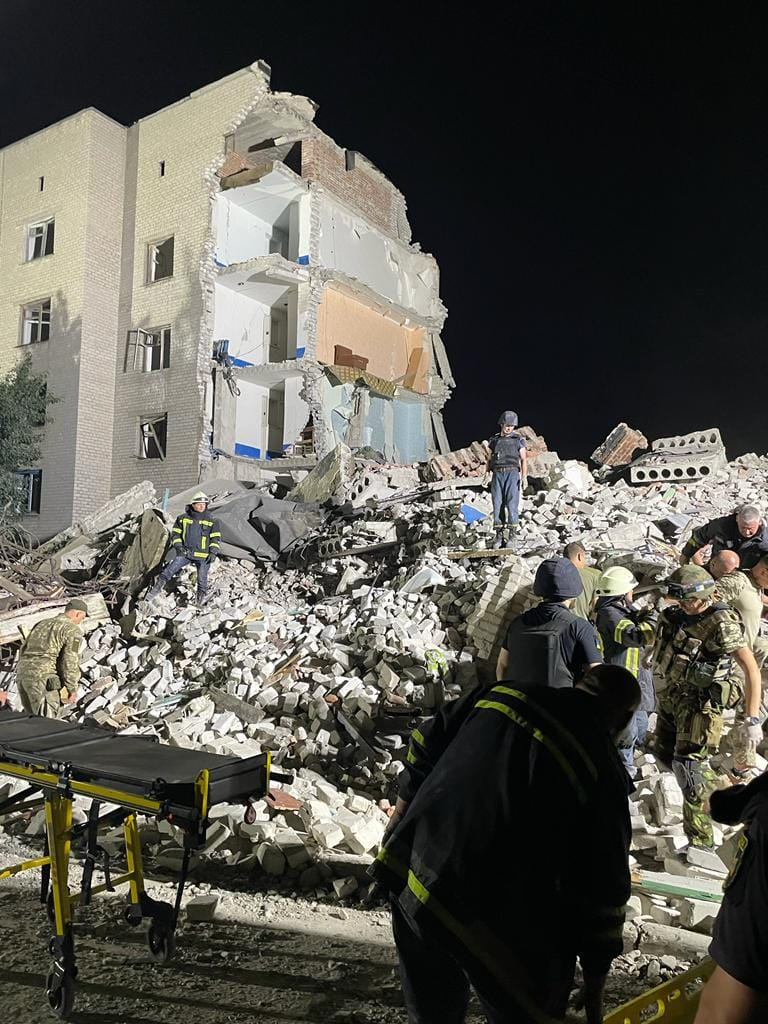
Будинок у Часовому Ярі після ракетного удару 9 липня

ЗСУ вразили російський склад боєприпасів у Чорнобаївці; за допомогою HIMARS розбомблена база окупантів в м.Ірміно Луганської області.
Штурмові  дії противника у напрямку Кочубеївка–Дементіївка під Харковом; у напрямках Довгеньке–Краснопілля, Пасіка–Долина під Святогірськом ; на напрямку Золотарівка–Верхньокамʼянське під Сіверськом; у напрямках Ясинувата – Авдіївка та на Мар’їнку.
Ракетний удар по Харкову, Кривому Рогу (Інгулецький район). Також ворог наніс ракетний удар по житлових будинках у місті Часів Яр Донецької області. Загинули 48 осіб.
Авіаудари в районах н.п. Чепіль, Богородичне, Слов’янська, Сіверська і Серебрянки  на Словʼянському напрямку, неподалік Шумів під Торецьком ; в районах Авдіївки, Кам’янки, Малих Щербаків та Новоандріївки.; Верхнього Салтова; на Бахмутському напрямку - неподалік Берестового та Спірного.
Ворог обстріляв на Сіверському напрямку - райни Бачівська, Миропілля, Володимирівки, Вовківки і Волфиного, неподалік двох останніх завдав ще й авіа ударів; райони н.п. Харків, Руські Тишки, Питомник, Коробочкине, Іванівка, Дементіївка, Соснівка, Рубіжне та Слатине; на Слов’янському напрямку - райони Долини, Дібровного, Мазанівки, Богородичного, Адамівки, Андріївки, Вірнопілля, Великої Комишувахи, Краснопілля та Нової Дмитрівки; на Краматорському напрямку - райони н.п. Сіверськ, Переїзне, Григорівка, Верхньокам’янське та Білогорівка. на Бахмутському напрямку - в районах н.п. Вершина, Зайцеве, Покровське, Веселе, Івано-Дар’ївка та Вуглегірської ТЕС; На Авдіївському, Курахівському, Новопавлівському та Запорізькому напрямках - в районах н.п. Опитне, Авдіївка, Мар’їнка, Павлівка, Вугледар, Золота Нива, Комар, Гуляйполе, Оріхів, Малі Щербаки та Полтавка; на Південнобузькому напрямку - райони Лозового, Посад Покровського, Українки, Партизанського, Любомирівки, Кобзарців та Широкого. Обстріл околиць Кривого Рогу (Інгулець), Дружківки, Слов'янська.
Член Палати представників США Вікторія Спартц (Республіканська партія) звернулася до президента США Джо Байдена з проханням надати пояснення щодо процедур нагляду, пов’язаних із керівником офісу президента А.Єрмаком.

### 10 липня

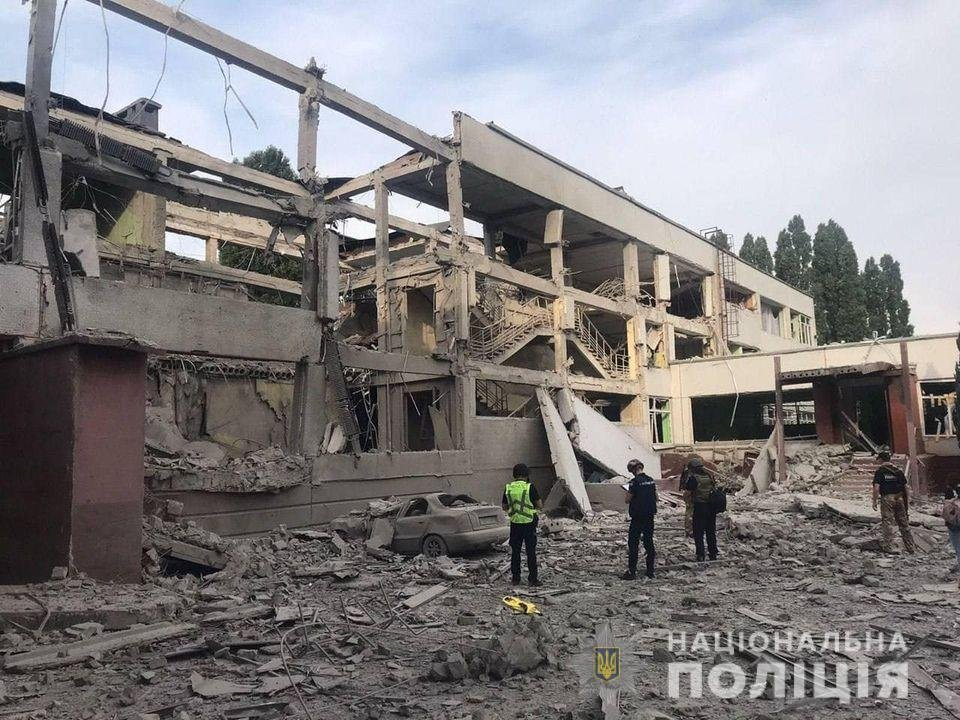
Школа в Харкові після обстрілу 10 липня

У соцмережах на ранок повідомлять про вражені Збройними силами України російські склади боєприпасів у тимчасово окупованих Алчевську, Торезі, Харцизьку, Іловайську та в Кіровському і Калінінському районах Донецька.
Атаки на Мазанівку під Слов’янськом, на Новоселівку Другу під Авдіївкою; на Мар’їнку
Ракетні удари росіян по Харкову, Радушному, Слов'янську, Миколаєву.
Ворожі авіаудари в районах Вовківки та Волфиного Сумської обл., на Харківському напрямку - поблизу Верхнього Салтова, Петрівки і Мосьпанового; неподалік Богородичного під Святогірськом; неподалік Авдіївки та Володимирівки ; Берестового, Спірного, Стряпівки та Вуглегірської ТЕС; поблизу Оріхова, в районах Володимирівки, Павлівки та Новоандріївки.
Ворог обстріляв райони н.п. Бачівськ, Волфине, Миропілля, Володимирівка, Олексіївка і Вовківка Сумської області та Сеньківка і Миколаївка Чернігівської області; на Харківському напрямку - Харків та навколишні н.п. (зокрема, н.п. Базаліївка, Петрівка, Руські Тишки, Слатине, Прудянка, Рубіжне і Благодатне); на Слов’янському напрямку - в районах н.п. Долина, Дібровне, Мазанівка, Богородичне, Адамівка, Андріївка, Барвінкове, Вірнопілля, Велика Комишуваха, Краснопілля, Нова Дмитрівка, Хрестище, Новопавлівка, Нікополь, Червоне та Сулигівка, околиці Курульки; на Краматорському напрямку - райони н.п. Сіверськ, Закітне, Серебрянка, Григорівка, Білогорівка, Верхньокам’янське та Спірне;на Бахмутському напрямку - райони н.п. Курдюмівка, Луганське, Берестове, Виїмка, Івано-Дар’ївка, Шуми та Переїзне; неподалік Покровського, Соледара, Зайцевого, Вершини, Новолуганського, Кліщіївки та Нью-Йорка; на Авдіївському, Курахівському, Новопавлівському та Запорізькому напрямках - в районах н.п. Авдіївка, Карлівка, Мар’їнка, Срібне, Новомихайлівка, Вугледар, Времівка, Білогір’я, Полтавка, Гуляйполе, Гуляйпільське, Мала Токмачка, Новоданилівка, Оріхів та Кам’янське; на Південнобузькому напрямку - в районах н.п. Осокорівка, Добрянка, Ольгине, Велика Костромка, Біла Криниця, Калинівка, Киселівка, Любомирівка, Кобзарці, Червона Долина, Широке, Киселівка, Партизанське, Котляреве, Посад-Покровське та Прибузьке.

## 11-20 липня

### 11 липня
Підрозділи Сил оборони України атакували пункт управління російських окупаційних військ у Таврійську на Херсонщині; вражено ворожі склади БК у Новій Каховці.
Невдалі ворожі атаки на Мар’їнку під Донецьком, Дементіївку під Харковом; під Мазанівкою, Іванівкою та Долиною на Слов’янському напрямку
Ракетні удари по Харкову, по Одещині.
Ворог завдав авіаударів у Харківській області неподалік Леб’яжого, Верхнього Салтова та Прудянки; поблизу Богородичного під Святогірськом; поблизу Покровського та Яковлівки (на Бахмутському напрямку); Шевченко та Золотої Ниви на південно-східній ділянці; неподалік Берестового, Білогорівки та Вершини (на Бахмутському напрямку); Новоандріївки; Зарічного (Херсонської обл.).

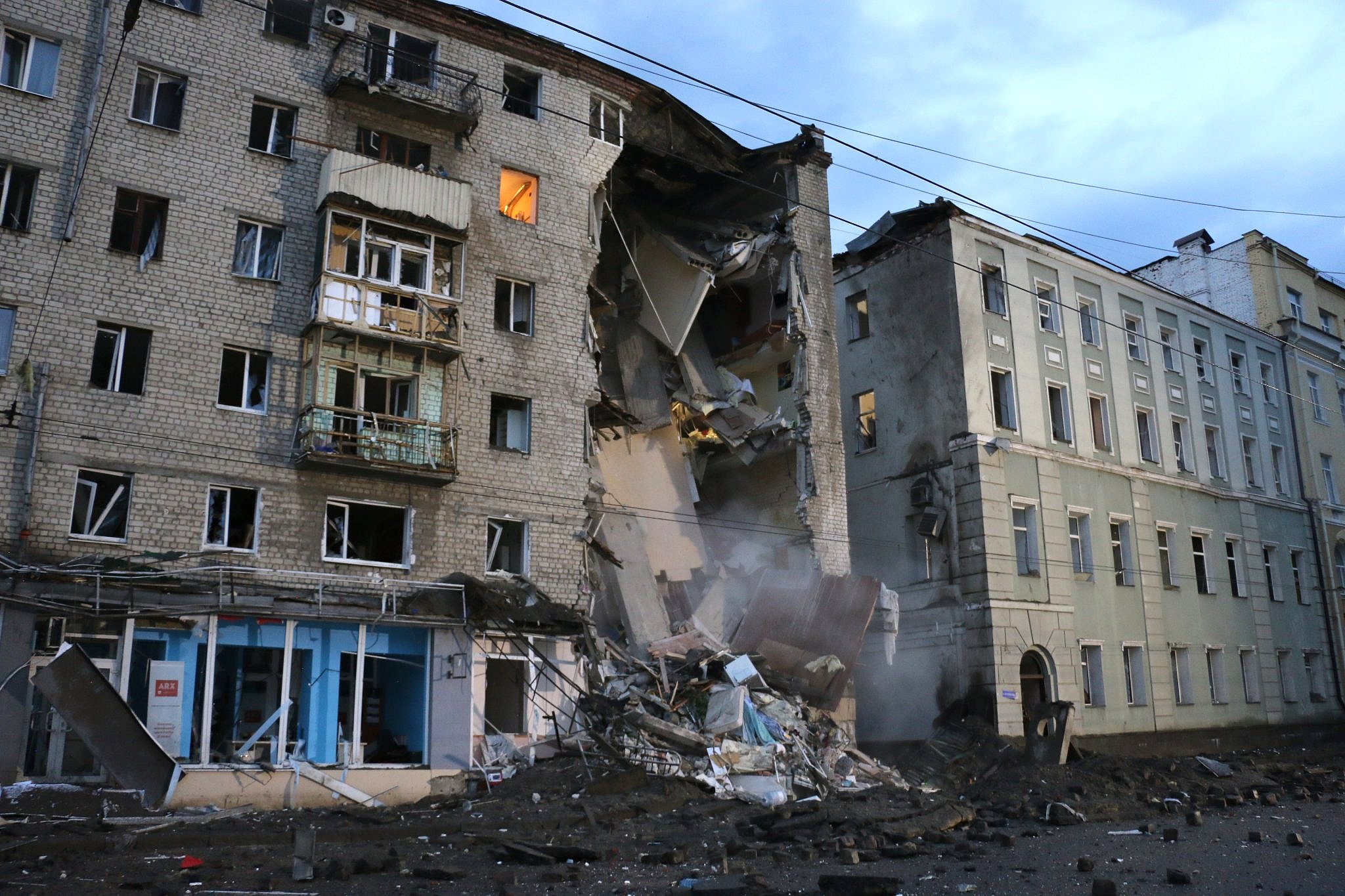
Наслідки обстрілу Харкова

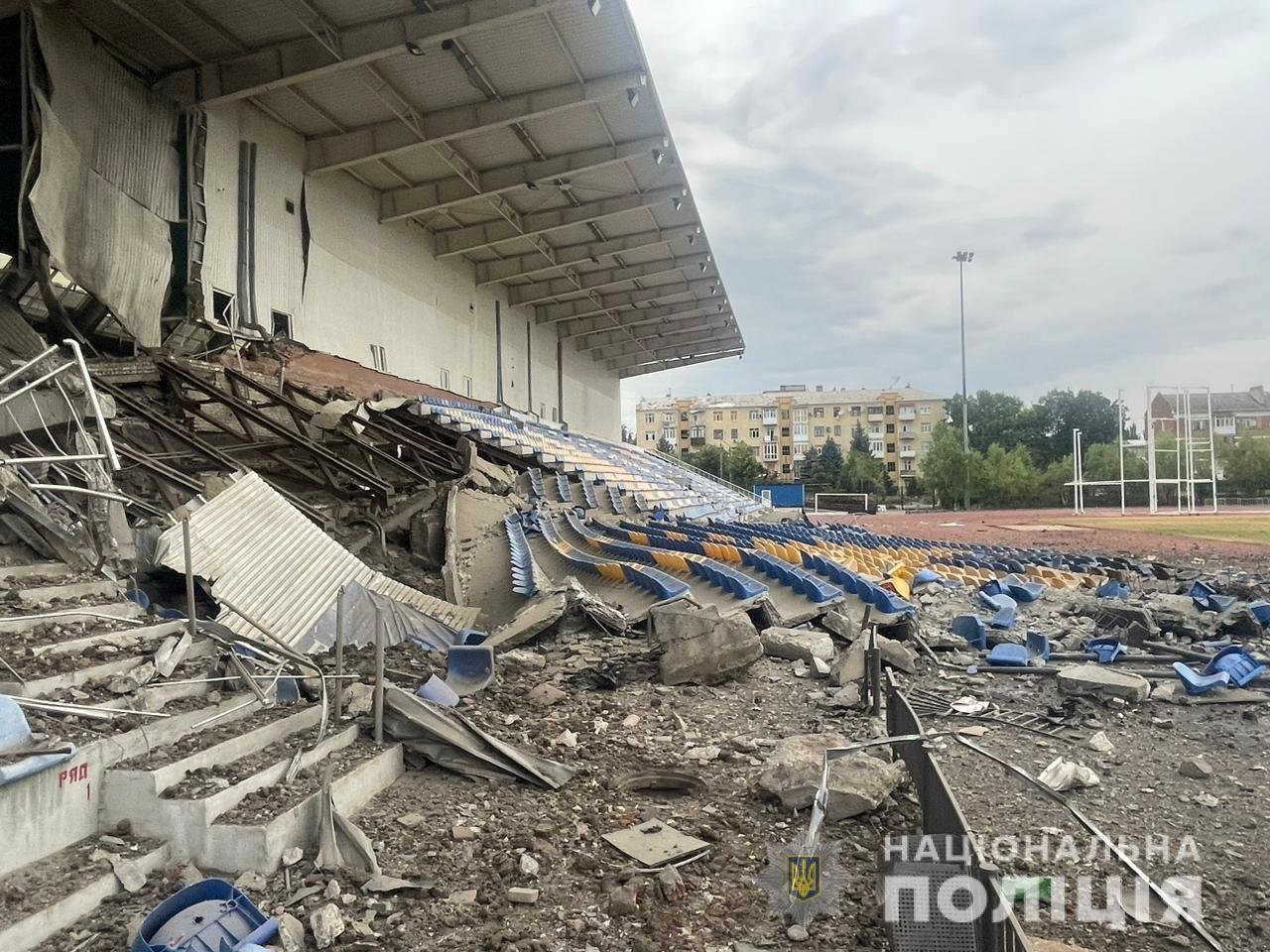
Стадіон «Металург» у Бахмуті після обстрілу 11 липня

Росіяни обстріляли райони Карповичів та Миколаївки Чернігівської області; Харків і навколо нього н.п.Базаліївка, Петрівка, Руські Тишки, Коробочкине, Слатине, Прудянка, Нове, Рубіжне, Благодатне, Кутузівка, Золочів, Черкаські Тишки, Перемога, Питомник та Руська Лозова; на Слов’янському напрямку - райони н.п. Дібрівне, Мазанівка, Богородичне, Адамівка, Курулька, Черкаське, Краснопілля, Маяк, Новомиколаївка, Чепіль, Велика Комишуваха, Барвінкове; на Бахмутському напрямку - райони Часового Яру, Берестового, Покровського, Соледара, Зайцевого, Вершини, Новолуганського, Кліщіївки, Кодеми та Нью-Йорка, Яковлівка, Білогорівка,  Бахмут та Весела Долина; на Авдіївському, Курахівському, Новопавлівському та Запорізькому - у районах н.п. Авдіївка, Карлівка, Невельське, Мар’їнка, Срібне, Новомихайлівка, Володимирівка, Павлівка, Вугледар, Перебудова, Велика Новосілка, Времівка, Новосілка, Білогір’я, Полтавка, Малинівка, Гуляйполе, Залізничне, Загірне, Гуляйпільське, Мала Токмачка, Новоданилівка, Оріхів, Степове,  Жереб’янка та Кам’янське; на Південнобузькому напрямку - в районах н.п. Осокорівка, Добрянка, Ольгине, Велика Костромка, Кар’єрне, Біла Криниця, Зелений Гай, Калинівка, Білогірка, Киселівка, Любомирівка, Кобзарці, Червона Долина, Партизанське, Благодатне, Котляреве, Шевченкове, Зоря, Посад-Покровське, Українка, Степова Долина, Лупареве, Нова Зоря, Новогригорівка, Тернівка, Поляна, Первомайське та Прибузьке..
Путін спростив порядок надання громадянства РФ усім мешканцям України

### 12 липня
Вражено ворожі склади БК на території Донецького заводу транспортного обладнання, Нової Каховки, Чарівного Херсонської області, Мирного під Мелитополем
Ворожі атаки на Дементіївку (під Харковом); штурмові дії поблизу Краснопілля, Довгенького, Мазанівки, Долини та Іванівки (на Слов’янському напрямку); в напрямку Спірне–Івано-Дар’ївка (на Краматорському напрямку)
Ракетний удар по Миколаєву.
Російські авіаудари поблизу Серебрянки та Спірного (на Краматорському напрямку); поблизу Берестового, Білогорівки, Вершини, Яковлівки, Верхньокам’янського, по Торецьку та Райському (на Бахмутському напрямку); Новоандріївки (під Оріховим)

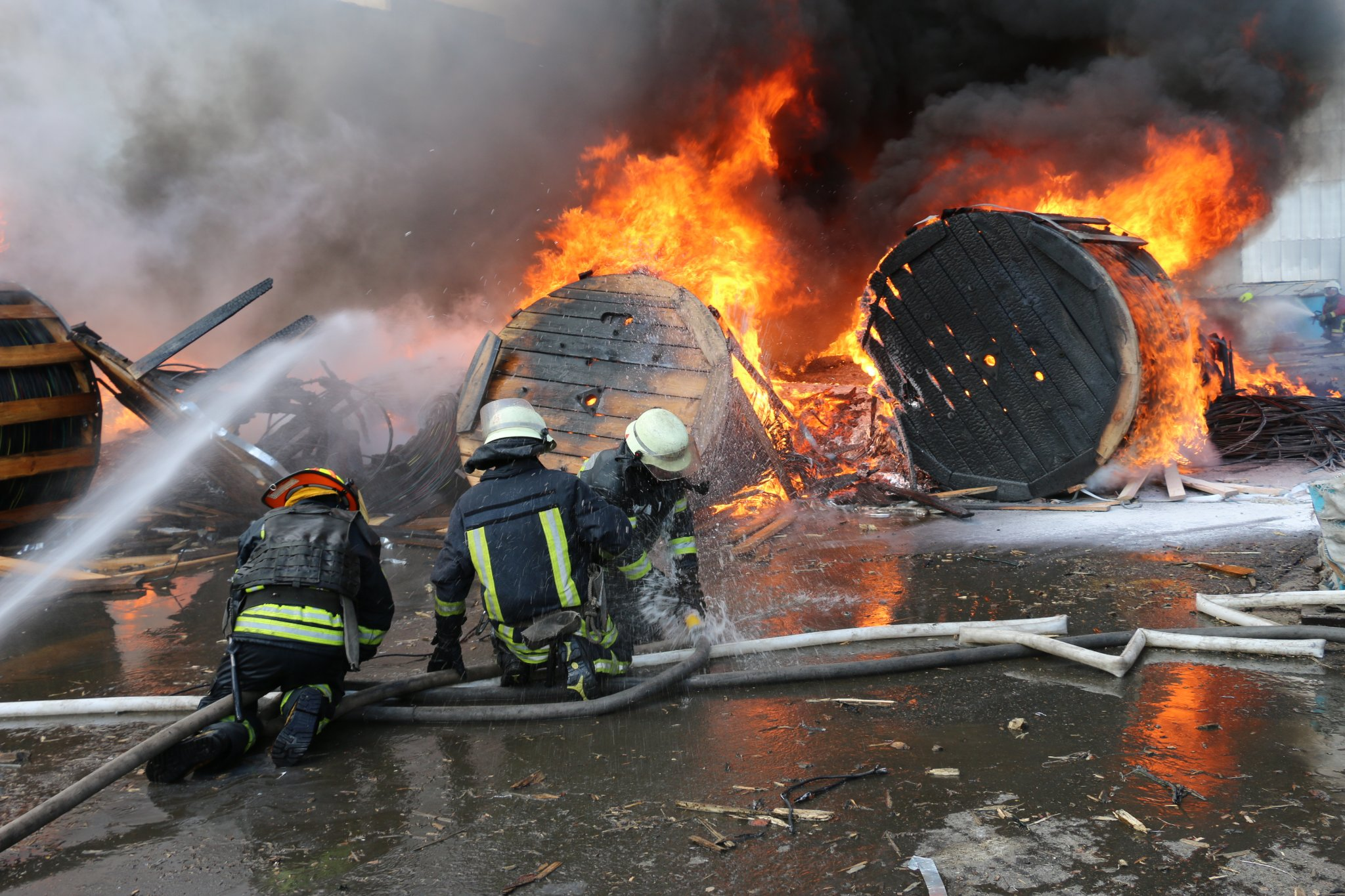
Наслідки обстрілу Харкова

Росіяни обстріляли н.п.  Старикове, Вовківка і Нова Слобода Сумської області та Миколаївка і Карповичі Чернігівської області; Харків та н.п. поряд - Соснівка, Стара Гнилиця, Українка, Замулівка, Петрівка, Черкаські Тишки, Коробочкине, Прудянка, Чорноглазівка, Кутузівка, Старий Салтів, Нове, Байрак, Дементіївка, Золочів, Микільське, Руські Тишки, Питомник, Слатине, Іванівка та Залиман.; на Слов’янському напрямку - райони н.п. Дібровне, Мазанівка, Адамівка, Барвінкове, Гусарівка, Велика Комишуваха, Нова Дмитрівка, Хрестище, Нікополь, Сулигівка, Костянтинівка, Долина, Курулька,  Вірнопілля, Чепіль, Краснопілля, Довгеньке та Маяк; на Краматорському напрямку – райони Маяків, Райгородки, Кривої Луки, Верхньокам’янського, Пришиба, н.п. Тетянівка, Миколаївка, Крива Лука, Сіверськ, Серебрянка, Спірне; на Бахмутському напрямку - в районах н.п. Берестове, Соледар, Вершина, Новолуганське, Бахмут, Яковлівка, Майорськ, райони Білогорівки, Покровського, Опитного, Веселої Долини, Травневого, Кодеми, Торецька і Шумів.; На Південнобузькому напрямку - райони н.п. Олександрівка, Нова Зоря, Осокорівка, Велика Костромка, Мурахівка, Любомирівка, Поляна, Партизанське, Благодатне, Калинівка, Тернівка, Прибузьке, Біла Криниця, Партизанське, Благодатне, Киселівка, Новогригорівка, Зоря, Котляреве, Шевченкове, Степова Долина, Українка, Миколаїв і Кульбакине, Нікополь, Марганець.
Україна повернула тіла ще 30 загиблих військових.
Підтверджено ліквідацію командира 20-ї мотострілецької дивізії ЗС РФ полковника О.Горобця.

### 13 липня

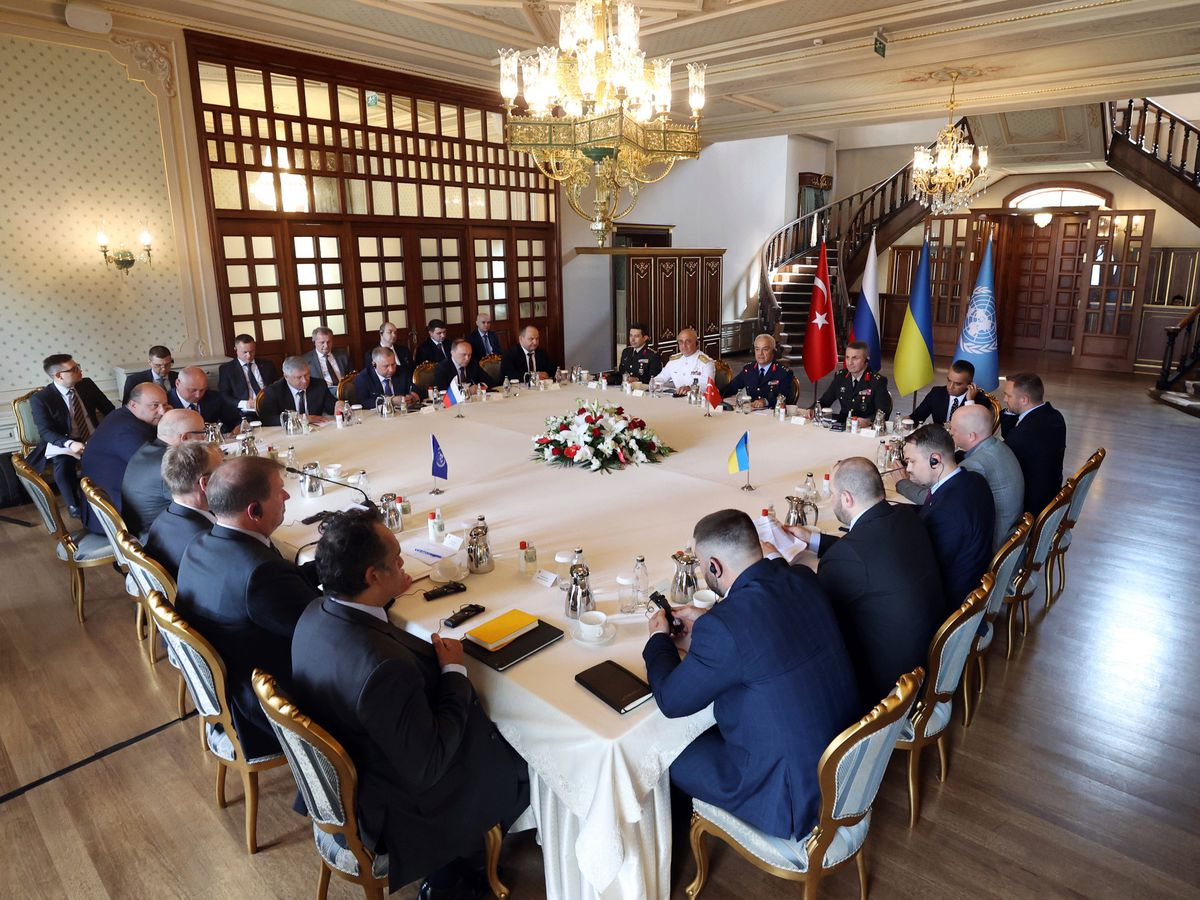
Переговори в Стамбулі щодо Чорноморської зернової ініціативи

ЗСУ знищили склад боєприпасів у Чорнобаївці, Горлівці
Російськи атаки на Дементіївку (під Харковом), Курульку, Іванівку та Долину (Слов’янський напрямок); в напрямках Веселої Долини, Яковлівки, Верхньокам’янського, Кодеми та Вершини (на Бахмутському напрямку); Кам’янку (під Авдіївкой).
Ракетні удари по Харкову, Запоріжжю, Слов'янську, Краматорську.
Противник наніс авіаудари поблизу Верхнього Салтова та Петрівки на Харківщині; біля Мазанівки під Святогірськом, біля Спірного, Верхньокам’янського та Маяків (район Лисичанського НПЗ), Вершини, Нью-Йорка, Івано-Дар’ївки і Семигір’я; на південно-східній ділянці - неподалік Малих Щербаків, Малої Токмачки, Кам’янського та Новомихайлівки.
Ворог обстріляв Харків і н.п. навколо - Дементіївка, Руські та Черкаські Тишки, Слатине, Прудянка, Залиман, Старий Салтів, Петрівка, Руська Лозова, Уди, Явірське, Коробочкине, Перемога, Дергачі, Черкаська Лозова, Дементіївка та Слатине.
На Слов’янському напрямку – райони  н.п. Тетянівка, Донецьке, Райгородок, Долина, Дібрівне, Курулька, Мазанівка, Вірнопілля, Гусарівка, Чепіль, Велика Комишуваха, Краснопілля, Барвінкового,  Подолівки та Богородичного.
На Краматорському напрямку - райони Миколаївки, Кривої Луки, Сіверська, Серебрянки, Верхньокам’янського, Івано-Дар’ївки, Григорівки,   Закітного та Спірного;
На Бахмутському напрямку – райони н.п. Виїмка, Берестове, Білогорівка, Соледар, Бахмутське, Покровське, Бахмут, Опитне, Весела Долина, Вершина, Травневе, Вуглегірська ТЕС, Кодема, Торецьк, Шуми, Майорськ, Зайцеве, Новолуганське, Нью-Йорк, Веселе, Виїмка, Семигір’я та поблизу Вуглегірської ТЕС.
На Авдіївському, Курахівському, Новопавлівському та Запорізькому напрямках – райони Новомихайлівки, Шахтарського, Великої Новосілки, Павлівки, Новоукраїнки, Времівки, Залізничного, Ольгівського, Темирівки, Гуляйпільського, Малинівки, Гуляйполя, Кам’янського, Малих Щербаків, Новоандріївки та Кам’янки.
На Південнобузькому напрямку – райони н.п. Потьомкине, Князівка, Осокорівка, Добрянка, Біла Криниця, Партизанське, Благодатне, Киселівка, Новогригорівка, Зоря, Оленівка, Котляреве, Шевченкове, Луч, Посад-Покровське, Степова Долина, Українка, Прибузьке, Нова Зоря, Лимани та Лупареве; Нікопольській район
Росіяни обстріляли Миколаївщину (5 загиблих)

### 14 липня
ЗСУ знищили біля Херсона ворожий склад боєприпасів
Ворог здійснював атаки в напрямку Курульки під Слов’янськом, в районах Верхньокам’янського, Камʼянки та Вуглегірської ТЕС, в районі Кодеми, Білогорівки, Спірного та Вершини на Донеччині

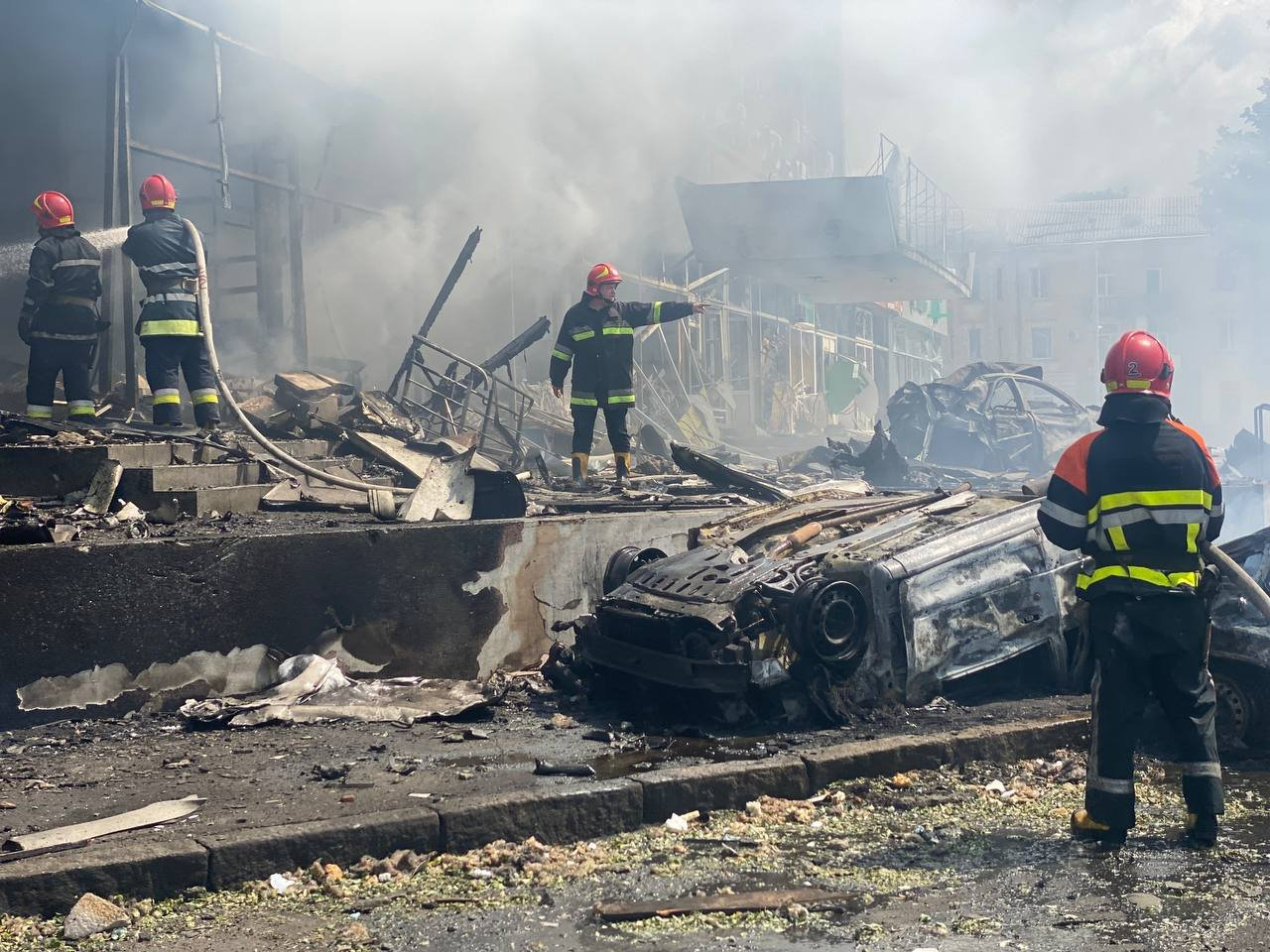
Наслідки ракетного удару по Вінниці

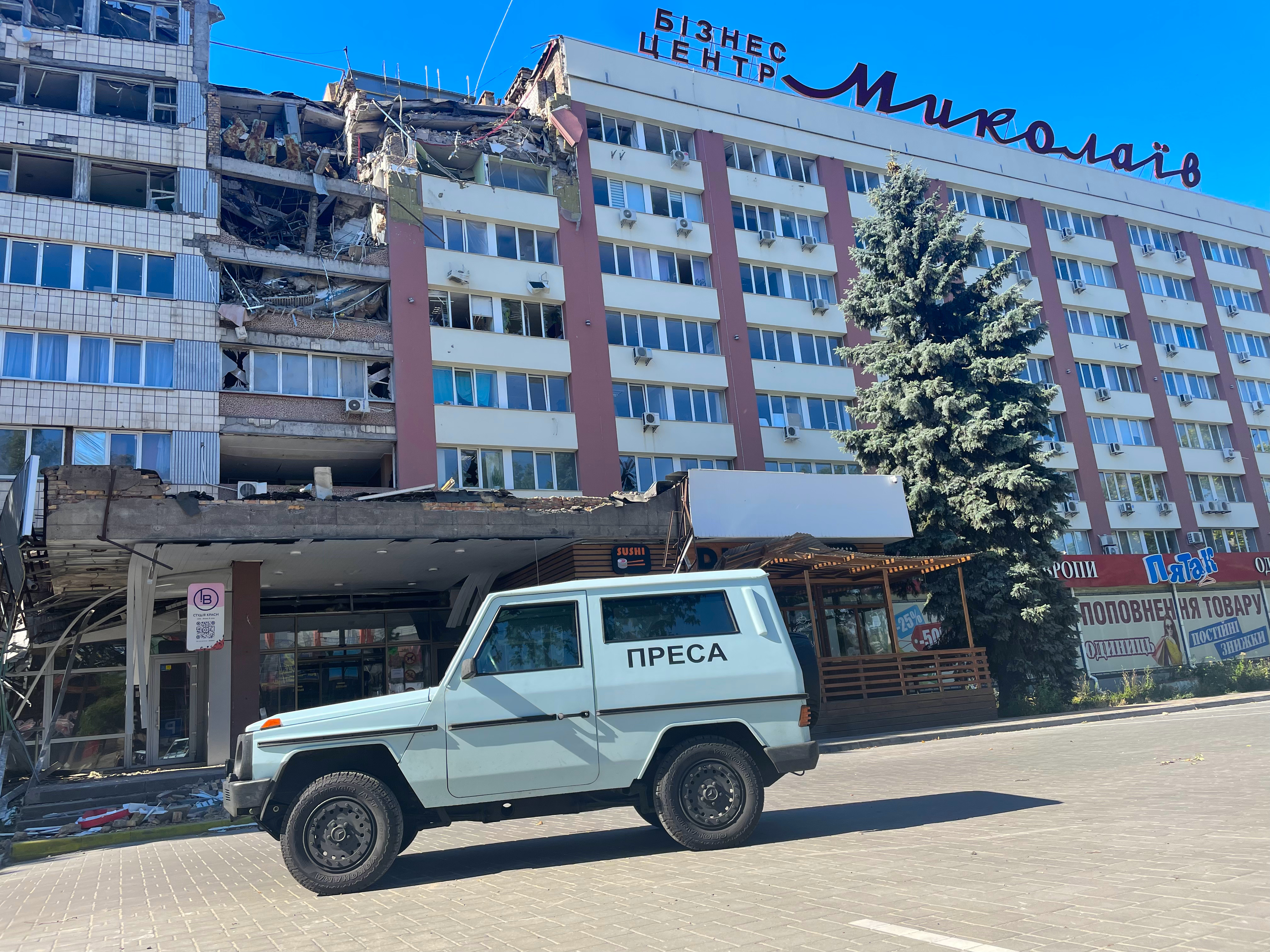
Наслідки обстрілу Миколаєва

Ракетні удари по Миколаєву; Харкову (депо метрополітену). Російський ракетний удар по Вінниці (25 загиблих на 19.07.22).
Росіяни завдали авіаударів неподалік Петрівки на Харківщині, Маяків на Слов’янському напрямку; неподалік Нью-Йорка, Нової Кам’янки, Яковлівки, Івано-Дар’ївки, Верхньокам’янського, Семигір’я, Берестового та території Вуглегірської ТЕС, Авдіївки, Вугледара на Донеччині; Кам’янки; Таврійського, Великого Артакового та Ольгіного  на Херсонщині.
Противником обстріляно м.Харкова та н.п. навколо: Протопопівка, Прудянка, Світличне, Микільське, Черкаські Тишки, Старий Салтів, Рубіжне, Петрівка, Рідне, Соснівка, Слатине, Пришиб, Руські Тишки, Питомник, Верхній Салтів та ін.;
На Слов’янському напрямку - райони Долини, Іванівки, Барвінкового, Богородичного, Кутузівки, Великої Комишувахи, Тетянівки, Новомиколаївки,  Костянтинівки, Дібровного, Подолівки, Мазанівки, Адамівки, Чепіля, Краснопілля, Курульки та ін;
на Донецькому - райони н.п. Сіверськ, Верхньокам’янське, Серебрянка, Спірне, Нью-Йорк, Яковлівка, Соледар, Білогорівка, Виїмка, Семигір’я, Травневе, Покровське, Краматорськ, Закітне, Григорівка, Новолуганське, Весела Долина, Берестове, Веселе, Майорськ, Вершина та ін..;
на Новопавлівському та Запорізькому напрямках - райони н.п. Новоселівка Перша, Красногорівка, Мар’їнка, Вугледар, Велика Новосілка, Новоукраїнка, Времівка, Ольгівське, Темирівка, Білогір’я, Малинівка, Кам’янське, Новоандріївка, Невельське, Оріхів та ін..;
На Південнобузькому напрямку - райони Лиманів, Посад-Покровського, Степової Долини, Прибузького, Олександрівки, Зорі, Котляревого, Любомирівки, Новомиколаївки, Мирного, Киселівки, Благодатного, Кобзарців, Яковлівки, Березнегуватого, Білої Криниці, Ольгиного, Князівки, Іванівки, Червоного Яру, Зеоленодольська та ін.
Moody’s оголосило дефолт Білорусі

### 15 липня

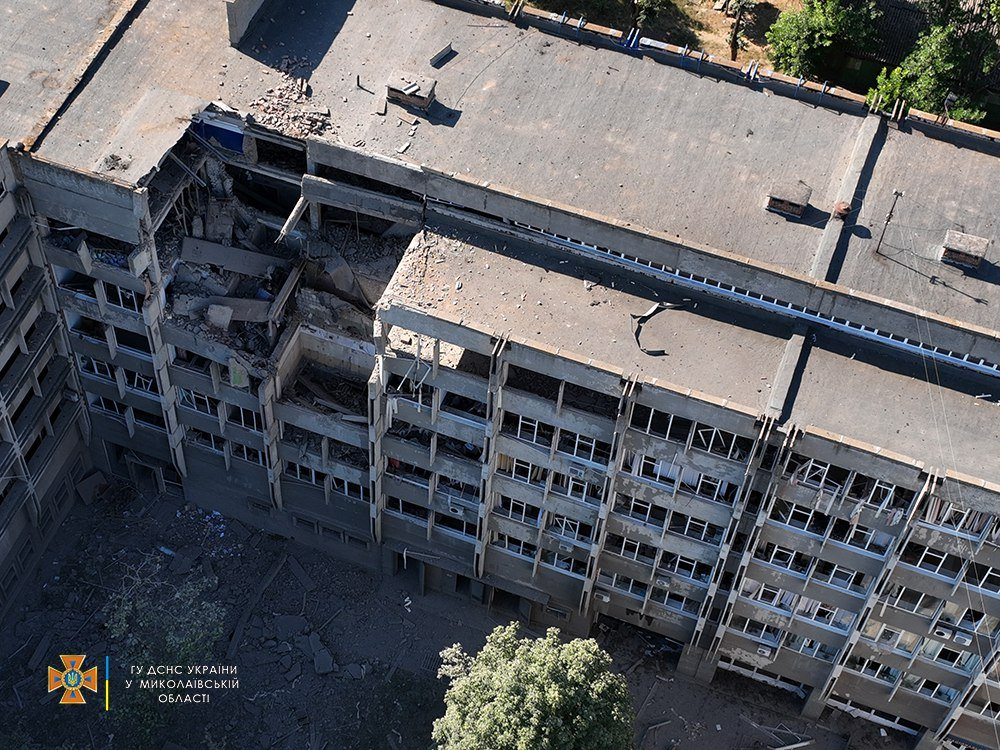
Університет кораблебудування в Миколаєві після обстрілу 15 липня

За даними МО України HIMARS знищили вже понад 30 логістичних об'єктів військ РФ.
Вражено російський склад БК у Кадіївці
Російські атаки на Богородичне під Святогірськом, в напрямку Нагірного та Білогорівки, на напрямках Миколаївка–Спірне, Миронівка– Вуглегірська ТЕС та Відродження–Вершина, Спірне – Івано-Дар’ївка, у напрямках Доломітне–Новолуганське та Доломітне–Семигір’я, у напрямку Роти – Вершина, на Вуглегірську ТЕС на Донеччині; на південно-східній дільниці - на напрямках Солодке–Водяне, Володимирівка–Водяне, Єгорівка–Павлівка.
Рашисти ударом по Миколаєву зруйнували два університети – педагогічний і НУК ім. Макарова. Ракетні удари по ПМЗ у Дніпрі (4 загиблих), Краматорську, Кременчуку.
Авіаудари противника поблизу Верхнього Салтова, Мосьпанового на Харківщині; н.п. Верхньокам’янське, Івано-Даріївка, Краматорськ, Берестове, Білогорівка, Богородичне, Покровське, Соледар, Нова Камʼянка, Парасковіївка, Бахмут, Весела Долина, Берестове та Нью-Йорк, неподалік Білогорівки, Ягідного, Бахмута, Авдіївки та Новоселівки на Донеччині.
Ворог обстріляв позицій ЗСУ поблизу Заруцького, Старикового та Будівельного Сумської області; районів Харкова, Старої Гнилиці, Руської Лозової, Українки, Руських Тишків, Перемоги, Микільського, Слатиного, Золочева, Криничного, Чепіля, Новомиколаївки, Нової Дмитрівки, Дібровного, Богородичного, Карнаухівки, н.п. Питомник, Новопокровка, Протопівка, Дуванка та Коробочкине на Харківщині; на Слов’янському напрямку - районів н.п. Слов'янськ, Дібровне, Чепіль, Костянтинівка, Новомиколаївка, Мазанівка, Богородичне, Микільське та Гусарівка; На Донецькому напрямку -райони Закітного, Сіверська, Григорівки, Тетянівки, Донецького та Райгородка; На Бахмутському напрямку - райони н.п. Бахмут, Берестове, Соледар, Званівка, Семигір’я; на Курахівському, Новопавлівському та Запорізькому напрямках - районів н.п. Новобахмутівка, Авдіївка, Новомихайлівка, Золота Нива, Времівка, Залізничне, Новояковлівка, Малинівка Новомихайлівка, Павлівка, Пречистівка, Новопіль, Мирне, Малі Щербаки; на Південнобузькому напрямку - райони н.п. Осокорівка, Трудолюбівка, Партизанське, Первомайське, Благодатне, Мурахівка, Квітневе, Оленівка, Степова Долина, Олександрівка і Таврійське.
Перша американська високоточна РСЗВ M270 прибула в Україну, повідомив Міністр оборони України Олексій Резніков.

### 16 липня
Російські штурмові дії в районах н.п. Івано-Дар’ївка, Григорівка, Новолуганське, Семигір’я та  Вуглегірської ТЕС; Верхньокам’янки.
Ракетний удар по Миколаєву; 2 російські ракети влучили по сільгосппідприємству під Чигирином, ще 4 було збито ППО; ракетні удари по Покровську, Одесі.
Авіаудари противника неподалік Мосьпанового і Богородичного на Харківському напрямку; неподалік Нью-Йорка, Берестового, Покровського, Світлодарська і Соледара; Авдіївки; Потьомкиного (на Херсонщині); поблизу Есмані Сумської області; поблизу Кам’янки, Щербаків та Малих Щербаків на південно-східній ділянці
Ворожі обстріли в районах Заруцького, Старикового та Будівельного Сумської області, н.п. Харків, Протопопівка, Прудянка, Дементіївка, Світличне, Микільське, Черкаські Тишки, Старий Салтів, Рубіжне, Коробочкине, Долина, Іванівка, Барвінкове, Богородичне, Велика Комишуваха, Новомиколаївка, Костянтинівка, Петрівка, Рідне, Соснівка, Слатине, Пришиб, Руські Тишки, Питомник, Верхній Салтів та ін. на Харківщині; На Словʼянському та Бахмутському напрямках - в районах н.п. Сіверськ, Верхньокам’янське, Олександрівка, Никифорівка, Донецьке, Спірне, Травневе, Покровське, Соледар, Нью-Йорк, Кодема, поблизу Закітного, Григорівки, Тетянівки, Званівки, Міньківки, Райгородка, Новолуганське, Берестове, Білорогівка, Вершина, Виїмка, Суха Балка, Олександропіль та території Вуглегірської ТЕС. та ін.; На Авдіївському, Новопавлівському та Запорізькому напрямках - райони н.п. Новобахмутівка, Новомихайлівка, Володимирівка, Кам’янське, Вугледар, Невельське, Времівка, Білогір’я, Гуляйполе, Залізничне, Ольгівське, Малі Щербаки, Тоненьке, Пречистівка, Новопіль, Новосілка та ін.; на Південнобузькому напрямку – райони н.п. Нововоронцовка, Кобзарці, Благодатне, Біла Криниця, Трудолюбівка, Новогригорівка, Оленівка, Прибузьке, Олександрівка, Лупареве та ін. Росіяни обстріляли Нікополь (2 загиблих)
Співробітники СБУ та ДБР за підозрою у держзраді затримали колишнього начальника управління СБУ в АР Крим генерала Олега Кулініча, звільненого в березні.
Станом на ранок 16 липня більше 1015 дітей постраждали в Україні внаслідок повномасштабної збройної агресії Російської Федерації. За офіційною інформацією ОГП, 353 дитини загинули та понад 662 отримали поранення різного ступеню тяжкості. Найбільше постраждало дітей у Донецькій області – 353, Харківській – 191, Київській – 116, Чернігівській – 68, Луганській – 61, Миколаївській – 53, Херсонській – 52, Запорізькій – 31.

### 17 липня
Ворог намагався вести штурмові дії в районах н.п. Григорівка, Верхньокам’янське, Спірне та Серебрянка на Донецькому напрямку; в районах Берестового, Білогорівки, Яковлівки та Новолуганського, Семигір’я та Вуглегірської ТЕС на Бахмутському напрямку; в районах н.п. Кам’янка, Новомихайлівка та Вугледар на південно-східному напрямку.
ЗСУ вразили російський склад боєприпасів у Лазурному Херсонської області.
Ракетний удар по Миколаєву.
Росіяни завдали авіаударів біля Верхнього Салтова, Прудянки та Рубіжного на Харківщині; Богородичного біля Святогірська; Костянтинівки, Новолуганського, Покровського та Берестового на Бахмутському напрямку; неподалік Покровська, Новоселівки Другої, Новоданилівки і Новоандріївки на південно-східному напрямку, біля Потьомкиного Бериславського району.
Ворог обстріляв позиції ЗСУ в прикордонних районах Чернігівської та Сумської областей (зокрема, райони н.п. населених пунктів Студенок, Волфине, Білопілля, Нові Вирки та Іскрисківщина); на Харківському напрямку - в районах Харкова та н.п. Петрівка, Протопопівка, Прудянка, Руські Тишки, Питомник, Старий Салтів, Чугуїв, Мосьпанове, Уди, Веселе, Дергачі, Печеніги, Прудянка, Руські Тишки, Питомник, Коробочкине; на Слов’янському напрямку - райони н.п. Долина, Дібровне, Іванівка, Мазанівка, Богородичне, Велика Комишуваха, Курулька, Костянтинівка, Вірнопілля, Гусарівка, Новомиколаївка, Костянтинівка, Чепіль, Вірнопілля, Нова Дмитрівка та інших; на Донецькому напрямку - в районах н.п. Донецьке, Сіверськ, Верхньокам’янське, Званівка, Виїмка, Івано-Дар’ївка, Верхньокам’янське, Григорівка, Спірне та інших; на Бахмутському напрямку - поблизу Берестового, Веселого, Красної Гори, Вершини, Новолуганського, Травневого, Курдюмівки, Веселої Долини, Соледара, Бахмута та Вуглегірської ТЕС; на Авдіївському, Курахівському, Новопавлівському та Запорізькому напрямках - в районах н.п. Невельського, Красногорівки, Новомихайлівки, Володимирівки, Павлівки, Пречистівки, Золотої Ниви, Степногірська та Степового, Кам’янки, Авдіївки, Кам’янського, Малих Щербаків.
Президент Володимир Зеленський видав укази про відсторонення від посад голови СБУ Івана Баканова і генерального прокурора Ірини Венедиктової за недоліки в роботі.

### 18 липня
Вражено російський військовий склад з БК під Новою Каховкою (с.Райське)
Головнокомандувач ЗСУ генерал Валерій Залужний повідомив, що Силам оборони вдалося стабілізувати ситуацію на лінії фронту, зокрема, завдяки використанню РСЗВ M142 HIMARS.
Російські атаки у напрямках Уди, Бражівки та Дмитрівки (під Ізюмом); Білогорівка–Григорівка, Золотарівка–Верхньокам’янське, Золотарівка–Серебрянка та Лисичанський НПЗ–Верхньокам’янське, Гусарівки; Спірного та Григорівки; Миронівка–Вуглегірська ТЕС; Верхньоторецьке–Кам’янка; Семигір’я, Вершина, Покровське.
Ракетні удари росіян по Одещині (вражено військовий об'єкт і міст), Чугуєву. Окупанти обстріляли ракетами м.Нікополь і Синельниківський район Дніпропетровської області, Торецьк (6 загиблих), Краматорськ
Авіаудари противника неподалік Прудянки, Рубіжного та Верхнього Салтова; Богородичного, Гусарівки; Верхньокам’янського; Берестове, поблизу Вуглегірської ТЕС, Майорська, Торецька, Соледара, Вершини, Шумів та Покровського; Кам’янки; Новоданилівки та Новоандріївки (на Запоріжжі); біля Потьомкиного та Білої Криниці (на Херсонщині).
Ворог обстріляв райони н.п. Миколаївка Чернігівської області та н.п. Заруцьке, Журавка, Білопілля, Іскрисківщина Сумської області; райони Харкова і навколишніх н.п.: Уди, Прудянка, Слатине, Борщова, Руські Тишки, Печеніги, Чугуїв, Черкаських Тишків, Питомника, Борщової, Руської Лозової та Леб’яжого; на Слов’янському напрямку – райони  н.п. Чепіль, Карнаухівка, Вірнопілля, Богородичне, Дібровне, Долина, Краснопілля, Адамівка, біля Великої Комишувахи, Долини, Чепіля, Дібровного, Новомиколаївки; на Донецькому напрямку - райони Тетянівки, Донецького, Дронівки, Григорівки, Стародубівки, Сіверська та Миколаївки; на Краматорському напрямку - в районах н.п. Білогорівка, Богородичне, Краматорськ, Райгородок, Донецьке, Верхньокам’янське, Спірне, Стародубівка, Сіверськ, Дронівка та Івано-Дар’ївка; на Бахмутському напрямку - райони Виїмки, Берестового, Білогорівки, Покровського, Веселої Долини, Курдюмівки, Травневого, Бахмут, Новолуганське, Покровське, Вуглегірська ТЕС, Вершина, Яковлівка, Зайцеве  та Шуми; на Курахівському і Запорізькому напрямках - райони н.п. Тоненьке, Невельське, Новомихайлівка, Вугледар, Пречистівка, Павлівка, Новопіль, Гуляйполе, Юрківка, Оріхів та Малі Щербаки, Синельниківський район; на Південнобузькому напрямку - райони н.п. Кавказ, Біла Криниця, Мурахівка, Кобзарці, Оленівка, Шевченкове, Степова Долина, Українка, Благодатне, Нова Зоря та Таврійське.
В окупованій Снігурівці на Миколаївщині окупанти для створення “картинки” обстріляли двір із багатоповерховим будинком на околиці міста. Загинули 4 людини
Ліга вільних націй (ЛВН), що об’єднала представників поневолених Кремлем народів Росії, звернулася до президента США Джо Байдена з проханням підтримати їхні народи у реалізації права на самовизначення.

### 19 липня
Ворожі атаки в напрямках сіл Уди та Гусарівка на Харківщині; Дмитрівки; в напрямках Григорівки, Спірного та Івано-Дар’ївки; Берестового, Білогорівки, Вершини, Новолуганського та території Вуглегірської ТЕС, Покровського (на Бахмутському напрямку); Новоселівки Другої та Микільського.
ЗСУ нанесли удар по Антонівському мосту під Херсоном.
Ракетні удари по Одещині, Краматорську, Слов'янську, Чугуєву.
Авіаудари противника неподалік Верхньокам’янського, біля Вуглегірської ТЕС, Покровського, Майорська, Торецька, Берестового і Вершини; Кам’янки; по Яковлівці, Бахмуту, Нью-Йорку; біля Мурахівки на Миколаївщині.
Ворог обстріляв Миколаївку Чернігівської області та Заруцьке, Журавку, Білопілля, Іскрисківщину, Миропілля, Есмань, Вовківку, Волфине, Яструбине і Павлівку на Сумщині; околиці Харкова, зокрема, райони н.п. Мосьпанове, Петрівка, Руські Тишки, Базаліївка, Печеніги, Циркуни, Питомник, Дементіївка, Коробочкине та Прудянка; на Слов’янському напрямку – райони н.п. Дібровне, Новомиколаївка, Велика Комишуваха, Долина, Чепіль, Семиланне, Грушуваха, Адамівка, Барвінкове, Богородичне, Архангелівка, Нова Дмитрівка, Краснопілля, Костянтинівка, Чепіль, Гусарівка; на Донецькому напрямку - поблизу Краматорська, Райгородка, Донецького, Верхньокам’янського, Спірного, Стародубівки, Сіверська, Дронівки та Івано-Дар’ївки, Серебрянки, Григорівки; на Бахмутському напрямку – райони н.п. Бахмут, Новолуганське, Покровське, Вершина, Весела Долина, Яковлівка, Берестове та Зайцеве, Білогорівка, Соледар, Бахмутське, Кодема; на Авдіївському, Новопавлівському та Запорізькому напрямках – в районах н.п. Володимирівка, Авдіївка, Пречистівка, Новомихайлівка, Павлівка, Вугледар, Мар’їнка, Тоненьке, Велика Михайлівка, Январське, Кам’янське, Чарівне, Малі Щербаки, Новоандріївка та Новопіль; Новобахмутівка, Полтавка, Гуляйполе;
Україна повернула тіла ще 45 загиблих військових.
Верховна Рада звільнила з посад І,Баканова і І.Венедиктову.

### 20 липня
Ворожі атаки в напрямках селища Питомник (Харківщина); Богородичного (під Святогірськом); Григорівки, Івано-Дар’ївки та Спірного; Берестового та на підступах до Вуглегірської ТЕС; на південно-східній дільниці - Новоселівки Другої, Микільського та Новомихайлівки.
Ракетні удари по Харкову, Одещині.
Противник завдав авіаударів неподалік Мосьпанового та Ртищівки на Харківщині; Краматорська та Слов’янська; Авдіївки, Кам’янського, Новоандріївки, Красногорівки та Солодкого на південно-східній ділянці; Мурахівки та Новогригорівки (Миколаївщина)
Ворог здійснив обстріли  в районах н.п. Миколаївка, Волфине, Павлівка та Уланове Сумської області; на Харківському напрямку - Харкова, поблизу Старого Салтова, Петрівки, Руських Тишків, Печенігів, Циркунів, Питомника, Дементіївки та Коробочкиного, Мосьпанового, Петрівки, Базаліївки  та Прудянки; на Слов’янському напрямку - у районах н.п. Долина, Богородичне, Костянтинівка, Гусарівка, Велика Комишуваха, Покровське, Дібровне, Краснопілля, Чепіль, Адамівка, Грушуваха та ін.; на Краматорському напрямку - райони Краматорська, Серебрянки, Верхньокам’янського, Івано-Дар’ївки, Сіверська, Григорівки, Званівки та Спірного; на Бахмутському напрямку - в районах н.п.  Берестове, Веселе, Яковлівка, Соледар, Бахмутське, Весела Долина, Кодема, Майорськ, Нью-Йорк, Роздолівка, Білогорівка, Покровське, Нова Кам’янка, Бахмут, Вершина, Новолуганське, Зайцеве, Торецьк та ін.; на Авдіївському, Новопавлівському та Запорізькому напрямках - в районах н.п.  Новобахмутівка, Авдіївка, Невельське, Красногорівка, Володимирівка, Павлівка, Пречистівка, Велика Новосілка, Зелене Поле, Новоукраїнка, Ольгівське, Малинівка, Гуляйполе, Преображенка, Залізничне, Кам’янське, Веселе, Уманське, Курахове, Новомихайлівка, Микільське, Вугледар, Золота Нива, Новопіль, Новомайорське, Полтавка, Червоне, Мала Токмачка, Новоандріївка та ін; на Південнобузькому напрямку - в районах н.п.  Осокорівка, Ольгине, Іванівка, Велике Артакове, Лозове, Широке, Квітневе, Любомирівка, Березнегувате, Котляреве, Степова Долина, Нова Зоря, Лупареве, Апостолове, Нікополь, Миколаївка, Лепетиха, Червона Долина, Мурахівка, Благодатне, Прибузьке, Лимани, Нікополь та ін.
Встановлено ім'я командувача групою військ "Захід" окупаційних військ - Андрій Сичовий. Раніше були розсекречені генерали Олександр Лапін та Сергій Суровікін (“Центр” і “Південь” відповідно), а також Рустам Мурадов ("Схід").
В ефірі "5 каналу" народний депутат Гео Лерос звинуватив Зеленського і Єрмака в здачі півдня України окупантам у лютому 2022.
В онлайн-форматі відбулася зустріч Контактної групи з оборони України (Ukraine Defense Contact Group) за участю міністра оборони України Олексія Резнікова або «Рамштайн-4» - погоджено збільшити постачання Україні важкого озброєння. Група налічує вже 50 країн.
Міністр закордонних справ Російської Федерації С.Лавров заявив, що “географічні завдання” війни змінилися через постачання західних озброєнь в Україну. Він також пригрозив захопленням нових територій (окрім ОРДЛО)

## 21-31 липня

### 21 липня
Противник намагався атакувати у напрямках Великі Проходи - Питомник під Харковом; Лисичанський НПЗ – Івано-Дар’ївка; Клинове – Вершина, Миронівка – Вуглегірська ТЕС;  Доломітне – Новолуганське та Стряпівка – Соледар, бої поблизу Покровського;.на  Херсонщині - в напрямках Сухий Ставок – Андріївка, Семейдинуха – Андріївка та Давидів Брід – Білогірка.
Ракетні удари росіян по Миколаєву, Нікополю, Харкову, Бахмуту, Торецьку, Костянтинівці.
Росія нанесла авіаудари  поблизу Верхнього Салтова та Ртищівки на Харківщині;  в районах Серебрянки та Спірного на Краматорському напрямку; Вершини, Білогорівки, Костянтинівки, Стряпівки та Берестового на Бахмутському напрямку; біля Красногорівки, Кам’янки, Солодкого, Пречистівки та Новоандріївки на південно-східному фронті.
Ворог здійснив обстріли у районах н.п. Кам’янська Слобода і Миколаївка Чернігівської області та Волфине і Павлівка Сумської області; на Харківському напрямку - в районах Харкова, Питомника, Руської Лозової, Рубіжного, Черкаських Тишків, Прудянки, Чугуєва, Удів, Коробочкиного, Залимана, Малинівки, Мосьпанове, Руські Тишки, Дементіївка, Золочів, Стара Гнилиця, Рідне, Ртищівка, Пушкарне, Велика Бабка, Петрівка, Слатине та Леб’яже; на Слов’янському напрямку - в районах н.п. Долина, Богородичне, Гусарівка, Велика Комишуваха, Норцівка, Вірнопілля, райони Дібровного, Чепіля, Адамівки, Карнаухівки, Микільського, Курульки, Хрестища і Мазанівки; на Краматорському напрямку - поблизу Сіверська, Григорівки, Донецького, Серебрянки, Верхньокам’янського, Спірного та Івано-Дар’ївки.; на Бахмутському напрямку - неподалік Берестового, Веселого, Виїмки, Вершини, Новолуганського, Бахмута, Зайцевого, Соледара, Роздолівки та Курдюмівки, в районах н.п. Костянтинівка, Білогорівка, Покровське, Кодема, Весела Долина, Нью-Йорк, Яковлівка, Васюківка, Кліщіївка та території Вуглегірської ТЕС; на Авдіївському, Новопавлівському та Запорізькому напрямках - в районах н.п. Авдіївка, Красногорівка, Піски, Золота Нива, Микільське, Залізничне, Степногірськ, Новоселівка Друга, Вугледар, Гуляйпільське, Новопіль, Білогір’я, Піски, Новомихайлівка, Пречистівка, Залізничне, Павлівка, Времівка, Новоандріївка, Шевченко, Тернувате, Володимирівка, Новояковлівка, Малі Щербаки, Кам’янське та Полтавка; на Південнобузькому напрямку - в районах н.п. Ольгине, Потьомкине, Князівка, Широке, Тернівка, Луч, Котляреве, Первомайське, Нова Зоря, Добре, Біла Криниця,  Іванівка, Токареве, Трудолюбівка, Партизанське, Кобзарці, Посад-Покровське, Андріївка, Степова Долина, Таврійське, Оленівка, Шевченкове, Прибузьке, Лимани, Киселівка, Новомиколаївка, Велике Артакове, Миколаїв та Тетянівка; Червоногригорівка.
Зафіксовано початок масового перекидання окупаційних військ на правобережжя Херсонщини.

### 22 липня
Російські атаки в напрямках Верхньокамʼянське та Івано-Дарʼївка; Покровського та Вуглегірської ТЕС; на південно-східній ділянці - в напрямках сіл Веселе та Водяне; на Херсонщині - у напрямках Андріївки та Білогорівки
Противник завдав авіаударів поблизу Верхнього Салтова; Спірного; біля Берестового, Білогорівки, Покровського, Новолуганського і Веселої Долини; на південно-східному напрямку -  біля Камʼянського, Красногорівки та Червоного.;

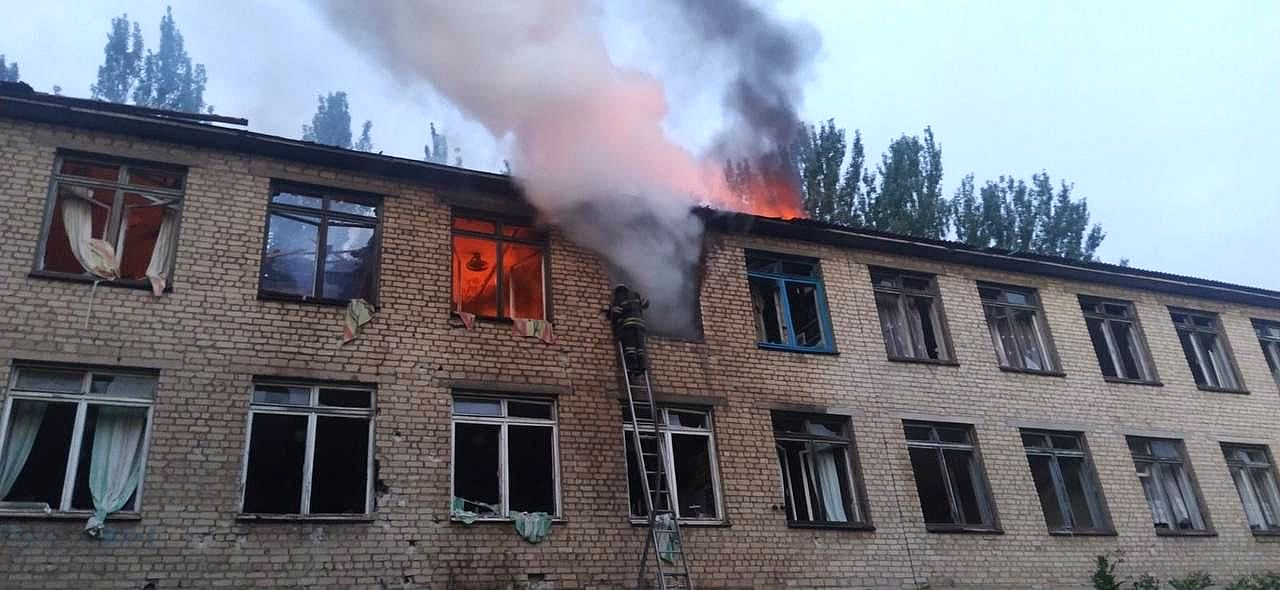
Бахмутський фаховий індустріальний коледж Донецького національного технічного університету після обстрілу 22 липня

Ворог обстріляв райони Кам'янської Слободи і Миколаївки Чернігівської області та Волфиного на Сумщині; на Харківському напрямку — райони н.п. Харків, Прудянка, Золочів, Дементіївка, Уди, Іванівка, Старий Салтів, Борщова, Руські Тишки, Питомник, Кутузівка, Чугуїв, Петрівка, Руська Лозова, Слатине, Черкаські Тишки, Базаліївка, Дуванка, Мосьпанове, Лебʼяже, Перемога, Ртищівка, Лісне; на Словʼянському напрямку — райони 18 н.п. — зокрема Долини, Дібровного, Богородичного, Норцівки, Грушувахи, Краснопілля, Мазанівки, Протопопівки, Чепіля, Великої Комишувахи, Вірнопілля та Карнаухівки; на Краматорському напрямку — райони н.п. Донецьке, Стародубівка, Закітне, Сіверськ, Григорівка, Краматорськ, Званівка, Івано-Дар'ївка, Виїмка, Спірне, Верхньокамʼянськоге, Пискунівка, Білогорівка; на Бахмутському напрямку — райони н.п. Берестове, Білогорівка, Роздолівка, Веселе, Яковлівка, Соледар, Бахмут, Нью-Йорк, Покровське, Бахмутське та Новолуганське та інші; на Авдіївському, Новопавлівському та Запорізькому напрямках — райони н.п. Новобахмутівка, Піски, Вугледар, Опитне, Водяне, Пречистівка, Мала Токмачка, Новояковлівка, Успенівка, Оріхів, Павлівка, Новопіль, Щербаки, Новоандріївка та Малі Щербаки, Запорізький, Нікопольський, Синельниківський та Криворізький (зокрема, Апостолове) райони
У Стамбулі за посередництва Туреччини й ООН підписано  "зернові" угоди щодо гарантій безпечного вивозу з українських морських портів зерна на експорт.
Сполучені Штати затвердили новий пакет безпекової допомоги Україні вартістю 270 мільйонів доларів. До нього входять ще 4 РСЗВ HIMARS, 36 000 артилерійських снарядів, бронебійні системи та 580 безпілотників Phoenix Ghost.

### 23 липня
У Горлівці та Донецьку - вибухи на військових складах окупантів. У Лисичанську ліквідовано близько 50 російських окупантів із так званого “6-го полку 2 армійського корпусу”, що зібралися на нараду у штабі. ЗСУ вразили ракетами Дар'ївський міст через Інгулець під Херсоном.
Українські військові за допомогою РСЗВ HIMARS знищили вже 50 російських складів із боєприпасами, повідомив міністр оборони Олексій Резніков
Росіяни вели штурмові дії у напрямках Верхньокам’янського; Вуглегірської ТЕС.
Ракетні удари по Одесі (порт, наступного ранку після “зернових угод”), Миколаєву, околицям Кропивницького (13 ракет, уражено аеродром і залізницю, є загиблі й поранені).
Противник завдав авіаударів неподалік Верхнього Салтова; по Покровському та Новолуганському; поблизу Красногорівки та Кам’янки
Ворог обстріляв райони н.п.  Гай Чернігівської області та Гудове, Яструбине, Білопілля, Грабовське,  Старикове Сумської області;  на Харківському напрямку – райони н.п. Харків, Руські Тишки, Черкаські Тишки, Базаліївка, Гусарівка, Руська Лозова, Уди, Малинівка, Питомник, Петрівка, Новомиколаївка, Старий Салтів, Благодатне, Прудянка, Лісне, Леб’яже, Коробочкине, Дергачі, Перемога та ін.; на Слов’янському напрямку - райони Дібровного, Великої Комишувахи, Нової Дмитрівки, Чепіля, Богородичного та Адамівки та ін.; на Краматорському напрямку - райони н.п.  Верхньокам’янське, Різниківка, Закітне, Григорівка, Виїмка та Званівка, Стародубівки, Дронівки, Пискунівки, Сіверська, Спірного та Івано-Дар’ївки; на Бахмутському напрямку - в районах Травневого, Семигір’я, Роздолівки, Яковлівки, Соледара, Білогорівки, Зайцеве, Вершина, Берестове, Шуми, Бахмут, Нью-Йорк, Бахмутське, Покровське, Новолуганське, Веселе та ін.; на Авдіївському, Новопавлівському та Запорізькому напрямках ворог систематично обстрілював цивільну та військову інфраструктуру в районах н.п. Золота Нива, Вугледар, Веселе, Авдіївка, Красногорівка Новобахмутівка, Піски, Опитне, Водяне, Шевченко, Мала Токмачка, Новосілка, Зелене Поле, Білогір’я та ін.; на Південнобузькому напрямку - райони Червоної Долини, Киселівки, Тернівки, Добрянки, Олександрівки, Кобзарців, Лепетихи та ін.
"Євросоюзу потрібна нова стратегія щодо війни в Україні, оскільки санкції проти Москви не спрацювали, а перемогти в цій війні Україна не зможе" - заявив прем’єр-міністр Угорщини Віктор Орбан у своєму виступі у Румунії

### 24 липня
Росіяни атакували позиції ЗСУ у с.Богородичне (під Святогірськом); в напрямках Верхньокам’янка – Верхньокам’янське, Білогорівка – Верхньокам’янське, Берестове – Івано-Дар’ївка та Верхньокам’янка – Івано-Дар’ївка, на Спірне (на Краматорському напрямку); в напрямках Володимирівка – Бахмутське, Роти – Семигір’я та Доломітне – Новолуганське, Вуглегірська ТЕС, Вершина – Луганське, Миронівське – Луганське; Сухий Ставок – Андріївка та Брускінське – Білогірка (на Інгульці).
Ракетна атака - на Хмельниччині збито 4 ракети "Калібр".
Противник завдав авіаційних ударів поблизу Верхнього Салтова, Прудянки, Петрівки, Явірського та Мосьпанового (на Харківщині), Бахмута, Соледара, Покровського та території Вуглегірської ТЕС; Андріївки та Білогірки (на Інгульці)
Ворог обстріляв райони сіл Гай Чернігівської області та Гудове, Білопілля і Старі Вирки Сумської області; на Харківському напрямку - райони н.п. Харків, Руські Тишки, Старий Салтів, Прудянка, Рубіжне, Циркуни, Базаліївка, Слатине, Дергачі, Черкаські Тишки, Благодатне, Уди, Пришиб, Малинівка, Борщова, Іванівка, Питомник, Нове, Петрівка, Дементіївка, Гусарівка, Шаповалівка, Шевелівка, Дуванка, Мосьпанове, Руська Лозова та Михайлівка; на Слов’янському напрямку - райони Великої Комишувахи, Грушувахи, Краснопілля, Вірнопілля, Долини, Червоної Поляни, Карнаухівки, Дібровного, Норцівки, Богородичного, Петрівського, Барвінкового, Костянтинівки, Нової Дмитрівки, Нової Миколаївки та Чепіля; на Краматорському напрямку - райони н.п. Крива Лука, Сіверськ, Григорівка, Верхньокам’янське, Платонівки, Верхньокам’янського, Званівки, Івано-Дар’ївки та Спірного; на Бахмутському напрямку - позиції ЗСУ біля Берестового, Білогорівки, Нової Кам’янки, Покровського, Бахмута, Веселої Долини, Зайцевого, Травневого та Нью-Йорка,  Соледар, Бахмутське, Яковлівка, Курдюмівка, Новолуганське; на Авдіївському, Новопавлівському та Запорізькому напрямках - райони н.п. Авдіївка, Опитне, Піски, Красногорівка, Новомихайлівка, Павлівка, Залізничне, Чарівне, Новоандріївка, Степногірськ, Шевченко, Веселе та Полтавка; на Південнобузькому напрямку - райони Осокорівки, Трудолюбівки, Первомайського, Явкиного, Новогригорівки, Кавказа, Новомиколаївки, Котляревого, Поляни, Таврійського, Миколаєва, Потьомкине, Червонопілля, Квітневе, Киселівка, Партизанське, Первомайське, Луч, Посад-Покровське, Благодатне, Шевченкове, Прибузьке, Степова Долина, Нова Зоря.
Повідомлено про загибель на Миколаївщині командира 28-ї бригади ЗСУ полковника Віталія Гуляєва.

### 25 липня
ЗСУ ударом по готелю в окупованому Хрустальному знищили до сотні росіян
Росіяни атакували у напрямках Цупівка – Дементіївка (на Харківщині); Спірного, Національного природного парку “Святі Гори”  та Івано-Дарʼївки (на Краматорському напрямку); Клинове – Покровське та Володимирівка - Покровське, Вуглегірської ТЕС, Берестове та Семигір’я (на Бахмутському напрямку).
Російський ракетний удар по Чугуєву.
Противник завдав авіаударів біля Прудянки, Петрівки, Залимана та Мосьпанового Харківської обл., Явірського (на Слов’янському напрямку); Григорівки, Званівки і Серебрянки (на Краматорському напрямку); неподалік Соледара, Покровського, Нью-Йорка, Веселої Долини та по території Вуглегірської ТЕС; Кам’янка, Шевченко, Веселе та Полтавка (на південно-східні дільниці), біля Великого Артакового, Калуги та Ольгиного (на Херсонщині).
Ворог обстріляв райони н.п. Михальчина Слобода, Хрінівка Чернігівської області, а також Піски, Рясне, Товстодубове  та Білопілля Сумської області; на Харківському напрямку - райони Харкова, Удів, Верхнього Салтова, Малинівки, Борщової, райони н.п. Питомник, Соснівка, Руські Тишки, Петрівка, Дементіївка, Рубіжне, Дуванка, Мосьпанове, Руська Лозова, Чугуїв, Клугино-Башкирівка, Світличне, Пришиб та Слатине та ін.; на Слов’янському напрямку - райони н.п. Норцівка, Богородичне, Петрівське, Адамівка, Привілля, Барвінкове, Костянтинівка, Нова Дмитрівка, Долина, Нова Миколаївка, Карнаухівка, Дібровне, Чепіль, Грушуваха, Мазанівка, та Велика Комишуваха; на Краматорському напрямку - райони Кривої Луки, Платонівки, Закітного, Сіверська, Верхньокам’янського, Званівки, Григорівки, Івано-Дар’ївки, Спірного, Дронівки та Переїзного; на Бахмутському напрямку - в районах н.п. Нью-Йорк, Новолуганське, Кодема, Берестове, Білогорівка, Іванівське, Соледар, Майорськ, Бахмутське, Покровське, Яковлівка, Курдюмівка, Бахмут, Весела Долина, Зайцеве, Травневе, Костянтинівка, Вершина, Семигір’я та Нью-Йорк; На Авдіївському, Новопавлівському та Запорізькому напрямках - райони Авдіївки, Зеленого Поля, Оріхова, Щербаків та Кам’янського. Російські війська ударили по трьох районах Дніпропетровщини – Нікопольському, Дніпровському та Криворізькому.
Президент Зеленський призначив командувача Сил спеціальних операцій Збройних сил України Григорія Галагана 1-м заступником керівника Центру спеціальних операцій “А” СБУ; новим командувачем ССО призначено генерала Віктора Хоренка. Також Зеленський звільнив із посади першого заступника секретаря РНБОУ Руслана Демченка, якого називали “рукою Москви”
Правоохоронці оголосили підозру в державній зраді колишнім міністру юстиції Олександру Лавриновичу та міністру закордонних справ Костянтину Грищенку – через погодження так званих Харківських угод на користь Російської Федерації у квітні 2010 року.
В Україні ліквідований заступник командира авіадивізії ЗС РФ полковник Анатолій Стасюкевич.

### 26 липня
Вражено рашистську нафтобазу у Донецьку. Ввечері ЗСУ нанесли удар по Антонівському мосту під Херсоном і вивели його з ладу, чим відрізали окупований Херсон від лівобережжя Дніпра. Повідомляється про звільнення Андріївки і Лозового на Інгульці. З метою уникнення оточення підрозділи ЗСУ відійшли з Новолуганського під Світлодарськом, також ворог, ймовірно, захопив територію Вуглегірської ТЕС поряд.
Рашисти атакували у напрямках Богородичного (під Святогірськом), Івано-Дар’ївки (під Сіверськом), в районах Берестового, Соледара, Покровського, Кодеми та Семигір’я (на Бахмутському напрямку); Павлівка та Благодатне (на південно-східній дільниці), Брускінське - Білогірка (на Інгульці).

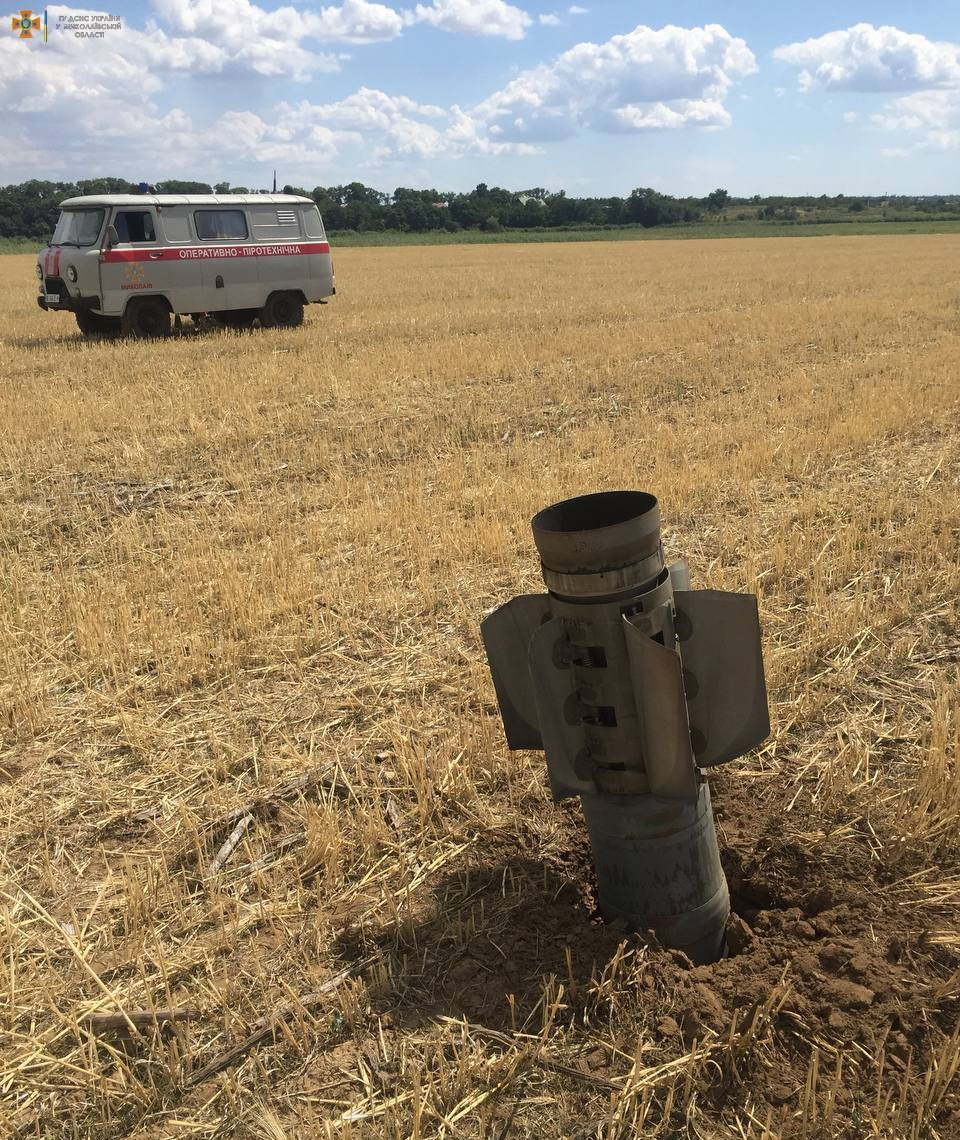
Миколаївська область після обстрілу

Масований ракетний удар по Миколаєву і околицям (18 ракет) і Одещині (зокрема, по с.Затока, 13 ракет).
Противник завдав авіаударів біля Залимана, Мосьпанового та Явірського під Харковом; Григорівки (під Сіверськом); по н.п. Покровське та Новолуганське (на Бахмутському напрямку); біля Малинівки (під Гуляйполем); Любомирівки та Новомиколаївки (Миколаївська обл.).
Ворог здійснив обстріли  інфраструктури   в районах н.п. Зноб-Новгородське, Хрінівка, Сеньківка, Миколаївка, Товстодубове, Волфине та ін. на Сіверському напрямку; на Харківському напрямку - неподалік Борщової, Соснівки, Петрівки, Рубіжного, Мосьпанового, Чугуєва, Світличного, Слатиного, Харкова, Шевелівки, Краснопілля та ін.; на Слов’янському напрямку - райони Норцівки, Долини, Грушувахи, Краснопілля, Мазанівки, Богородичного, Чепіля, Великої Комишувахи, Адамівки, Гусарівки та ін.; на Краматорському напрямку - поблизу Райгородка, Закітного, Серебрянки, Верхньокам’янського, Виїмки, Переїзного, Білогорівки, Кривої Луки, Спірного, Григорівки, Тетянівки та ін.; на Бахмутському напрямку - в районах Берестового, Соледара, Покровського, Веселої Долини, Вершини, Кодеми, Майорська,Торецька, Бахмута, Білогорівки, Яковлівки, Бахмутського та Нью-Йорка; на Авдіївському, Новопавлівському та Запорізькому напрямках - в районах н.п. Веселе, Піски, Красногорівка, Новомихайлівка, Павлівка, Шевченко, Велика Новосілка, Новопіль, Малинівка, Новоселівка, Новоандріївка, Малі Щербаки, Времівка, Мар’їнка, Карлівка, Опитне, Вугледар, Гуляйполе, Кам’янське та  ін.; на Південнобузькому напрямку - біля Осокорівки, Трудолюбівки, Токаревого, Киселівки, Партизанського, Кавказа, Лозового, Прибузького, Поляни, Великої Костромки та Лупаревого. Ворогом також обстріляно Широківську (с.Кошове), Червоногригорівську та Марганецьку громади на півдні Дніпропетровщини.
Україна повернула тіла 25 військових.

### 27 липня
Противник вів штурмові дії у напрямку Білогорівка - Верхньокам’янське, Довгеньке – Мазанівка та Пасіка – Долина; у с.Берестове та на напрямках Володимирівка – Соледар,  Стряпівка – Соледар, Роти – Семигір’я, Миронівський -  Семигір’я, Клинове – Бахмут та  Відродження – Вершина на Донбасі; Брускинське – Білогірка.
Ракетні обстріли Харкова, Миколаєва, Бахмута.
Ворог завдав авіаударів неподалік Руських Тишків; Серебрянки; Яковлівки, Соледара та Покровського;  на Донеччині; біля Авдіївки, Мар’їнки, Павлівки, Малих Щербаків, Новоандріївки, Кам’янського та Ольгівського на південно-східній ділянці; Новопетрівки на Херсонщині
Окупанти обстріляли Сеньківку, Миколаївку і Хрінівку Чернігівської області та Прогрес, Бачівськ, райони Товстодубового і Рясного Сумської області; на Харківському напрямку - райони н.п. Харків, Рубіжне, Чугуїв, Цупівка, Борщова, Зрубанка, Іванівка, Руська Лозова, Коробочкине, Базаліївка, Питомник, Дементіївка, Мосьпанове, Соснівка, Уди, Черкаські Тишки, Старий Салтів, Циркуни, Протопопівка, Золочів, Руські Тишки, Петрівка, Пришиб, Прудянка та Калинове; на Слов’янському напрямку - райони Адамівки, Пашкового, Долини, Грушувахи, Шевелівки, Вірнопілля, Краснопілля, Мазанівки, Нової Дмитрівки, Бражківки, райони н.п. Андріївка, Норцівка, Богородичне, Чепіль, Велика Комишуваха, Петрівське та Гусарівка; на Краматорському напрямку - біля Кривої Луки, Спірного, Григорівки, Виїмки, Сіверська, Дронівки, Закітного, Верхньокам’янського та Тетянівки. ; на Бахмутському напрямку - райони Бахмута, Соледара, Яковлівки, Федорівки, Бахмутського, Покровського, Вершини, Зайцевого, Сухої Балки та Веселого, Білогорівка, Миколаївка, Нова Кам’янка, Весела Долина, Кодема, Семигір’я та Нью-Йорк; на Авдіївському, Новопавлівському та Запорізькому напрямках- районів Пісків, Костянтинівки, Авдіївки, Времівка, Красногорівка, Мар’їнка, Новокалинове, Опитне, Степногірськ, Білогір’я, Володимирівка, Велика Новосілка, Микільське, Малинівка, Первомайське  та Гуляйполя; на Південнобузькому напрямку - райони н.п. Осокорівка, Токареве, Іванівка, Андріївка, Киселівка, Партизанське, Кавказ, Степова Долина, Котляреве та Поляна, Трудолюбівки, Потьомкиного, Посад-Покровського, Благодатного, Тернівки, Червоної Долини, Прибузького та Лупаревого; Нікопольський (м.Марганець) та Криворізький (с.Велика Костромка) райони на Дніпропетровщині.
Генерал-майор ЗСУ Дмитро Марченко “Марчелло”, який після повномасштабного вторгнення РФ до квітня керував обороною Миколаєва, повернувся в місто з новим завданням - для посилення роботи з партизанами Херсонщини.
Верховна Рада України проголосувала за призначення генеральним прокурором висунутого президентом Зеленським нардепа від «Слуги Народу», голову парламентського комітету з правової політики Андрія Костіна.

### 28 липня
Росіяни вели штурмові дії у напрямках н.п. Соледар та Вершина, Семигір’я,Новолуганське, Яковлівка, Бахмут; Авдіївки, Водяного та Пісків, Красногорівки та Великої Новосілки.

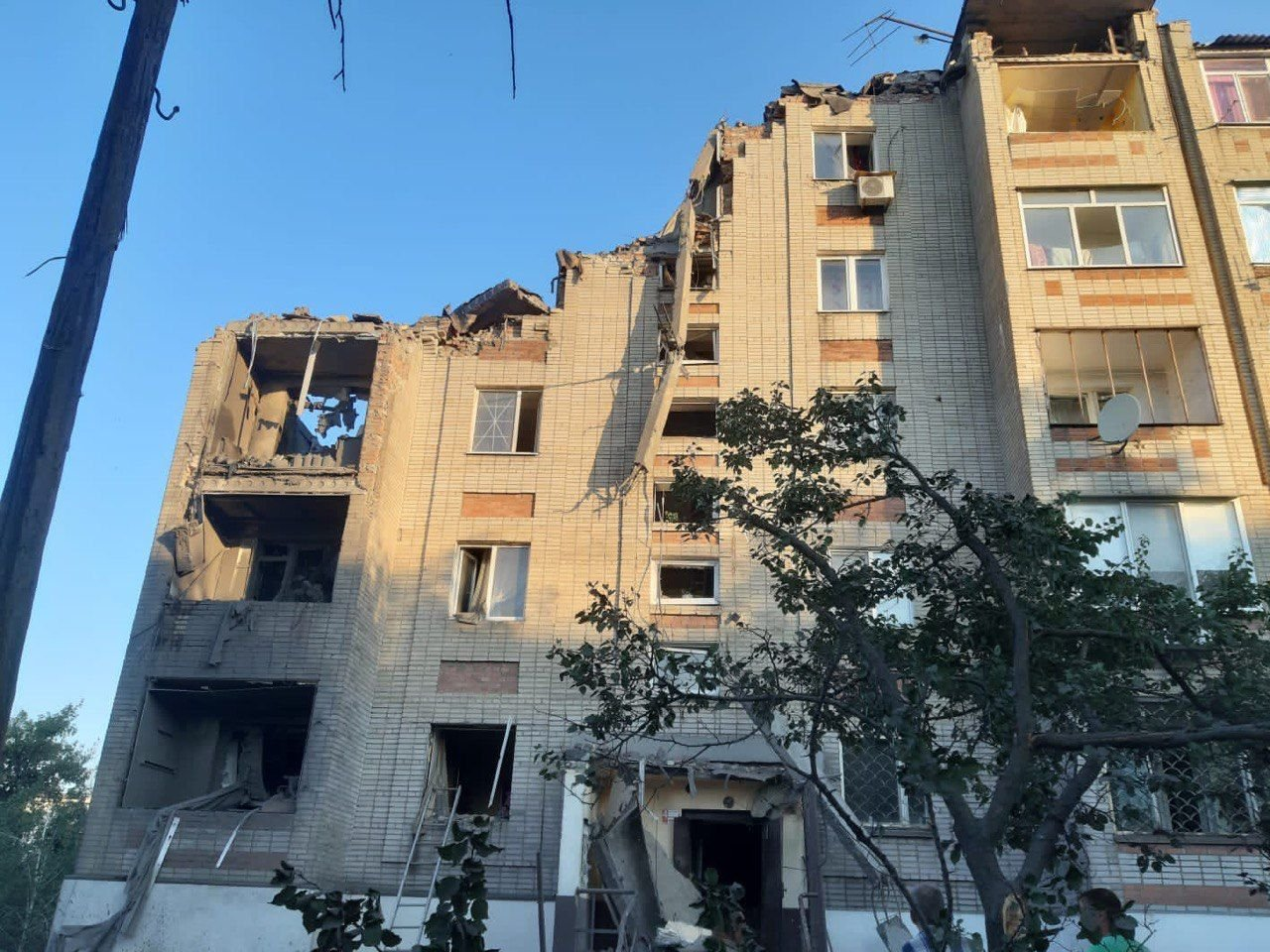
Будинок у Торецьку після обстрілу

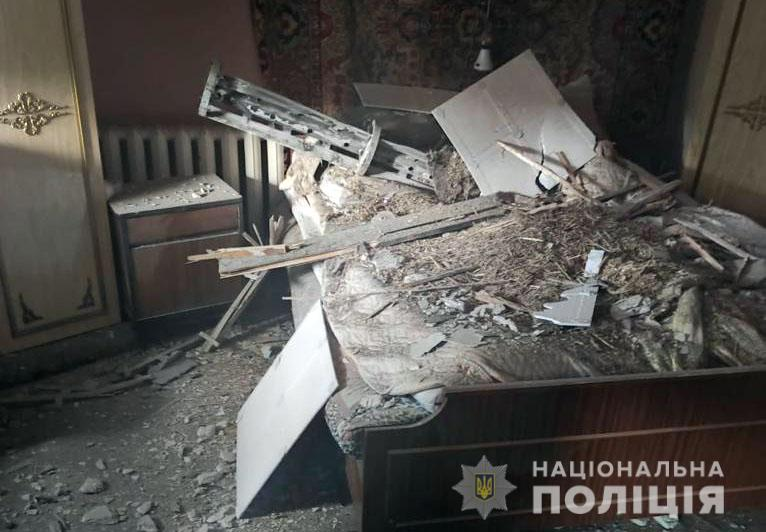
Ракета в ліжку (Донецька область)

Ракетні удари по Харкову та с.Кочеток, Кропивницькому (5 загиблих), Київщині (в/ч в с.Лютіж), Миколаєву (1 загиблий), Чугуєву, Торецьку.
Противник завдав авіаударів  поблизу Руських Тишків, Старого Салтова на Харківщині; Серебрянки і Спірного; біля Яковлівки, Соледара, Покровського та Веселої Долини; Авдіївки; Новопетрівки, Новоандріївки.
Ворог обстріляв на Чернігівщині Гончарівське  (з території Білорусі), район Пісків, в Сумській обл. - район Журавки; с.Шестерня Криворізького району (1 загиблий); на Харківському напрямку - райони н.п. Уди, Шаповалівка, Питомник, Прудянка, Руська Лозова, Руські Тишки, Петрівка, Шестакове, Верхній Салтів, Старий Салтів, Печеніги, Базаліївка, Леб’яже, Коробочкине, Мосьпанове і Чепіль, Харків, Рідне, Дементіївка, Слатине, Протопопівка, Нове, Золочів, Прудянка, Безруки, Борщова; на Слов’янському напрямку - райони н.п. Пришиб, Гусарівка, Заліман, Петрівське, Карнаухівка, Курулька, Долина, Адамівка, райони Дібрівного, Норцівки, Мазанівки, Лозової, Шнурків, Грушувахи, Вірнопілля; на Краматорському напрямку - райони н.п. Слов’янськ, Райгородок, Стародубівка, Пискунівка, Крива Лука, Серебрянка, Григорівка, Верхньокам’янське, Спірне, Сіверськ, Івано-Дар’ївка, Званівка; на Бахмутському напрямку - райони Берестового, Покровського, Соледара, Бахмута, Веселої Долини, Травневого, Костянтинівки, Семигір’я, Зайцевого, Торецька, Нелипівки, Нью-Йорка, Шумів, Бахмутського, Яковлівки і Вершини; на Авдіївському напрямку - позиції ЗСУ в районах Олександрополя, Новобахмутівки, Веселого, Авдіївки, Опитного, Мемрика, Карлівки, Нетайлового, Пісків, Невельського та Красногорівки; на Новопавлівському та Запорізькому напрямках - райони Мар’їнки, Катеринівки, Новомихайлівки, Павлівка та ще 20 н.п.; на Південнобузькому напрямку - райони н.п. Нововознесенське, Потьомкине, Високопілля, Іванівка, Токарєве, Кар’єрне, Осокорівка, Благодатне, Кобзарці, Червона Долина, Лепетиха, Андріївка, Велике Артакове, Веселий Кут, Партизанське, Шевченкове, Мирне, Широке, Прибузьке, Луч, Посад-Покровське, Любомирівка, Степова Долина, Таврійське, Олександрівка та ін.
В ніч з 28 на 29.07.2022 в результаті вибуху у виправній колонії №120 у окупованій Оленівці загинуло 53 полонених ЗСУ, переважно «азовців». Українська сторона заявила, що обстріл (або підрив) барака здійснили самі росіяни з метою приховування катувань і вбивств українських полонених.
Сенат США одноголосно ухвалив резолюцію, яка закликає Державний департамент оголосити Росію спонсором тероризму через її дії в Україні, Грузії, Сирії та Чечні, що призвело до загибелі незліченної кількості людей.

### 29 липня
ЗСУ влучили у склади боєприпасів російських військ в окупованих Іловайську Донецької області та Брилівці на Херсонщині. Сильні вибухи у Брянській області РФ в районі села Клімово.
Росіяни вели штурмові дії в районах Бражівки та Дмитрівки; Соледара, Вершини і Семигір’я, Травневого, Зайцевого (на Бахмутському напрямку); Авдіївки, Кам’янки, Красногорівки та Пісків; Мар’їнки та Павлівки.

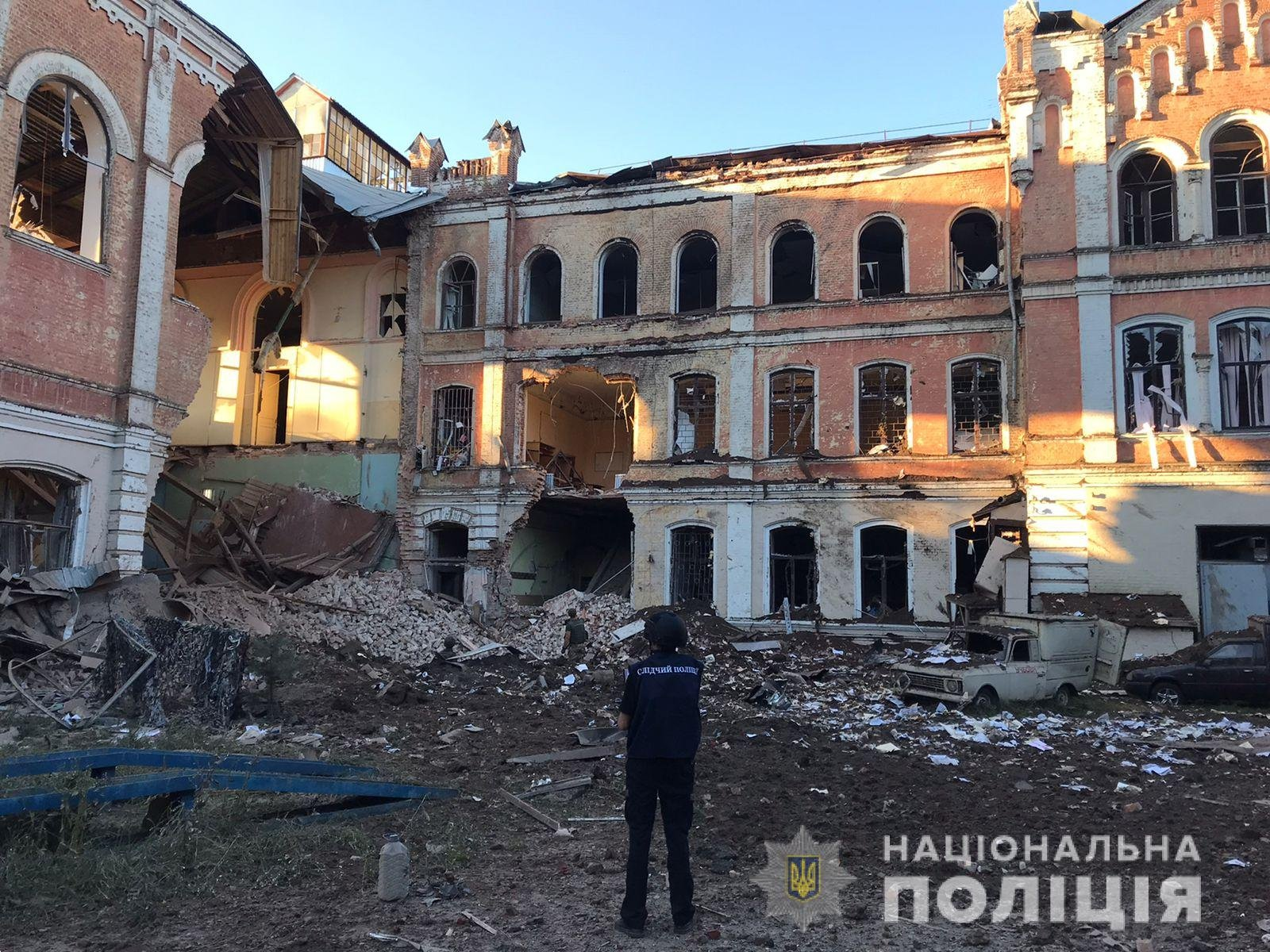
Інститут механотроніки і систем менеджменту Харківського національного технічного університету сільського господарства після обстрілу 29 липня

Окупанти нанесли ракетні удари по Слов'янську, Краматорську, Харкову, Богодухову.
Противник завдав авіаударів неподалік Старого Салтова; Гусарівки; Серебрянки та Спірного; Покровського, Новолуганського, Соледара та  Веселої Долини;  Селидового, Авдіївки та Первомайського; Новомихайлівки та Малих Щербаків; Новогригорівки та Андріївки на Інгульці.
Ворог обстріляв прикордонні райони Чернігівської та  Сумської областей; на Харківському напрямку - райони н.п.  Рубіжне, Уди, Дементіївка, Слатине, Базаліївка, Перемога, Маяк, Замулівка, Лісне, Соснівка, Світличне, Іванівка, Коробочкине, райони Прудянки, Черкаських Тишків, Борщової, Мосьпанового та Старого Салтова. та ін.; на Слов’янському напрямку - райони Долини, Богородичного, Курульки, Грушувахи, Вірнопілля, Сулигівки, Асіївки, Протопопівки, Гусарівки, Карнаухівки, Адамівки та ін.; на Краматорському напрямку - райони Сіверська, Івано-Дар’ївки, Кривої Луки, Серебрянки, Григорівки, Званівки, Спірного, Краматорська та Виїмки; на Бахмутському напрямку - райони н.п. Шуми, Кодема, Соледар, Бахмут, Весела Долина, Травневе, Зайцеве, Вершина, Яковлівка, Кодема, Семигір’я, Костянтинівка, Нью-Йорк та ін.; на Авдіївському напрямку - райони н.п. Павлівка, Авдіївка, Веселе, Вугледар, Водяне, Велика Новосілка, Піски, Новокалинове, Красногорівка, Шевченко, Новобахмутівки, Опитного та ін.; на Новопавлівському напрямку - райони н.п. Мар’їнка, Вугледар, Микільське, Павлівка, Времівка, Новосілка та Новопіль; на Запорізькому напрямку - райони н.п. Ольгівське, Залізничне, Чарівне, Білогір’я, Оріхів, Новоандріївка та Кам’янське; на Південнобузькому напрямку - райони Іванівки, Токарєвого, Кар’єрного, Осокорівки, Благодатного, Кобзарців, Трудолюбівки, Іванівки, Лозового, Великого Артакового, Шевченкового, Широкого, Посад-Покровського, Українки, Партизанського, Дніпровського та ще понад 30 населених пунктів.
Також обстрілам було піддано Миколаїв (7 загиблих), Нікополь, Зеленодольску громаду., Харків.

### 30 липня

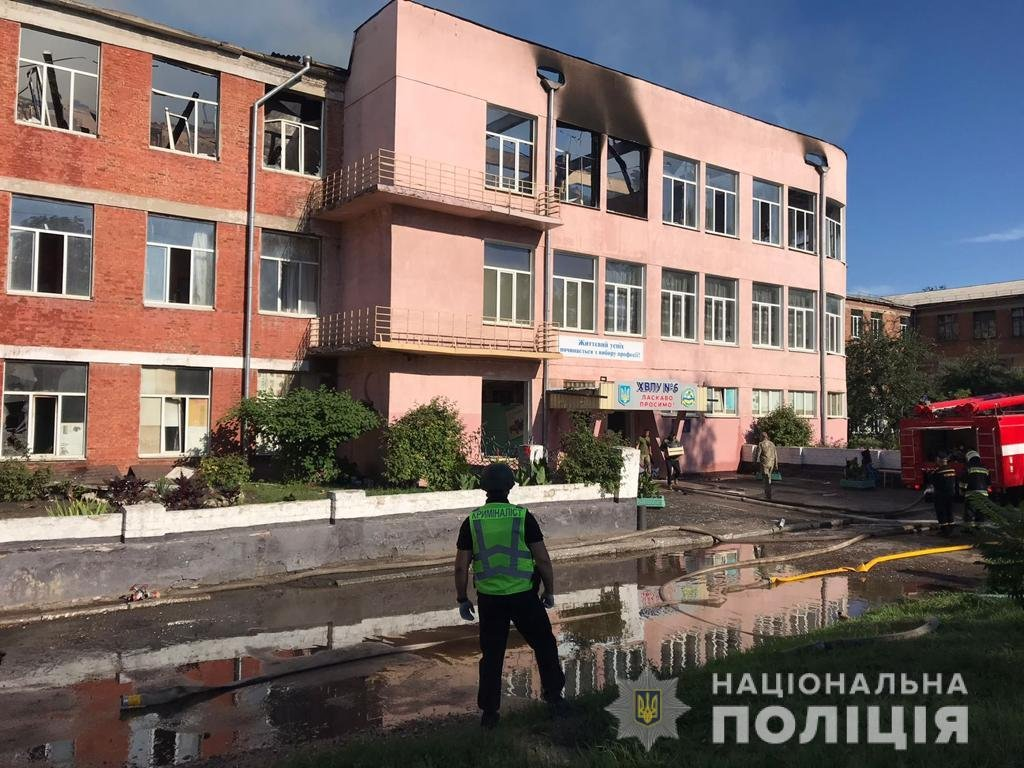
Харківське вище професійне училище №6 після обстрілу 30 липня

ЗСУ вразили місце розташування окупантів у Енергодарі, склади у Новій Каховці, Алчевську, Василівському районі.
Росіяни вели штурмові дії біля Бражівки і Дмитрівки (під Ізюмом), у напрямках Пилипчатине – Покровське та Доломітне – Травневе; Семігір'я (закріплюються на околицях), у напрямках Роти – Вершина і Покровське – Бахмут; Новоселівка Друга – Красногорівка, Спартак – Авдіївка;  Єгорівка - Павлівка (під Вугледаром); Брускінське – Білогірка на Інгульці
Ракетні удари по Харкову, Миколаєву.
Противник завдав авіаударів в районі Мосьпанового та Старого Салтова (Харківщина), Івано-Дар’ївки; Яковлівки та Зайцевого; Спірного та Григорівки; Покровського та Бахмута; Авдіївки та Новоселівки; Мар’їнки, Степового і Малих Щербаків
Ворог обстріляв Залізний Міст Чернігівської та Журавку Сумської областей; на Харківському напрямку райони н.п. Харків, Світличне, Руські Тишки, Дуванка, Піщане, Верхній Салтів, Коробочкине, Леб’яже, Петрівське, Норцівка та Залиман, Слатине, Питомник, Черкаські Тишки, Федорівка, Петрівка, Рубіжне, Мосьпанове, Перемога, Асіївка, Гусарівка та Чепіль; на Слов’янському напрямку - райони Долини, Краснопілля та Мазанівки, Андріївки та Адамівки; на Краматорському напрямку - райони Краматорська, Верхньокам’янського, Івано-Дар’ївки та Переїзного; на  Сіверському напрямку - райони Слов’янська, Сіверська, Виїмки, Спірного та Серебрянки; на Бахмутському напрямку - райони н.п. Берестове, Білогорівка, Соледар, Бахмут, Кодема, Травневе, Зайцеве та Нью-Йорк, Перевізне, Федорівка, Яковлівка, Покровське, Весела Долина, Семигір’я, Костянтинівка та Залізне; на Авдіївському напрямку - райони н.п. Новобахмутівка, Яснобродівка, Авдіївка, Невельське, Первомайське і Красногорівка, райони Новокалинового, Тоненького, Опитного, Водяного, Пісків; на Новопавлівському напрямку відзначено обстріли біля Новосілки, Мар’їнки, Микільського, Вугледара, Пречистівки, Великої Новосілки, райони н.п. Новомихайлівка, Павлівка, Шевченко, Золота Нива, Времівка та Новопіль; на Запорізькому напрямку - райони н.п.Залізничне, Новомихайлівка, Білогір’я, Новоандріївка, райони Чарівного, Оріхова та Кам’янського (зокрема, Донеччину за добу обстріляно 34 рази, зруйновано 43 будинки); на Південнобузькому напрямку - райони н.п. Трудолюбівка, Потьомкине, Кам’яне, Кар’єрне, Новогригорівка, Велике Артакове, Лозове, Кобзарці, Широке, Киселівка, Зоря, Посад-Покровське, Степова Долина, Таврійське, Миколаїв та Солончаки, Осокорівка, Іванівка, Токарєве, Нововоронцовка, Біла Криниця, Андріївка, Веселий Кут, Партизанське, Шевченкове, Благодатне, Українка, Прибузьке та Дніпровське.
Ворог обстріляв Нікополь і Червоногригорівську громаду.
Зеленський і Верещук закликали усіх мешканців Донбасу евакуюватися вже зараз через бойові дії і руйнування системи газопостачання.

### 31 липня
Вибух в районі аеродрому окупованого Мелітополя.
Ворожі атаки в напрямку Гусарівки (на Харківщині); в районах Вершини, Соледара, Яковлівки та Покровського, Бахмута; Камʼянки, Авдіївки та Пісків

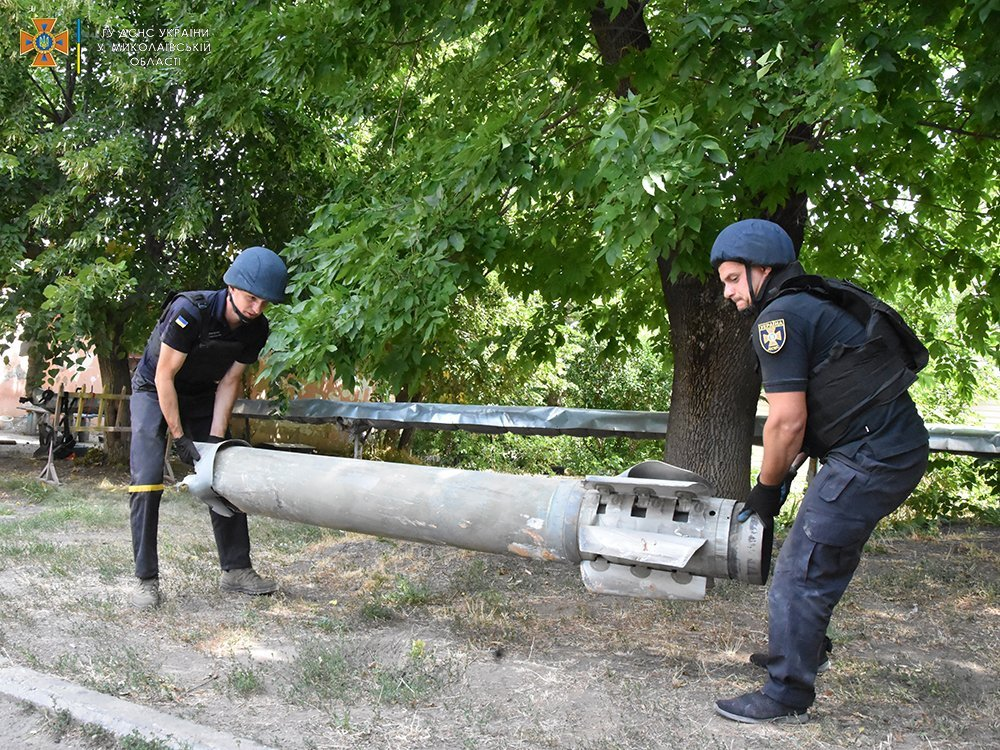
Ракета в Миколаєві після обстрілу 31 липня

Російські ракетні удари по Миколаєву (зокрема, загинув бізнесмен О.Вадатурський — власник «Нібулону»), Харкову, Нікополю, Одеському району.
Ворог завдав авіаударів неподалік Старого Салтова, Мосьпанового; Спірного та Григорівки; Кодеми; по населених пунктах Авдіївка, Новоселівка та Юр’ївка, біля Веселого; біля Малих Щербаків, Степового, Мар’їнки та Єгорівки (на Новопавлівському напрямку).
Противник обстріляв райони н.п. Гай і Сеньківка Чернігівської області та Шевченкове, Рижівка, Білопілля, Іскрисківщина, Павлівка і Ромашкове Сумської області; на Харківському напрямку- райони н.п. Харків, Дуванка, Уди, Дементіївка, Петрівка, Прудянка, Питомник, Пришиб, Пушкарне, Руські Тишки, Протопопівка, Верхня Роганка, Коробочкине, Борщова, Старий Салтів, Руська Лозова, Слатине та Соснівка, Новомиколаївка, Прудянка, Нове, Дементіївка, Питомник, Борщова, Руська Лозова, Руські Тишки, Петрівка, Базаліївка, Коробочкине, Стара Гнилиця, Іванівка; на Слов’янському напрямку- райони н.п.  Словʼянськ, Андріївка, Долина, Довгеньке, Курулька, Гусарівка, Адамівка, Богородичне, Краснопілля, Карнаухівка, Червоне, Семиланне, Грушуваха та Червона Поляна, райони Чепіля, Протопопівки, Дібрівного, Мазанівки та Барвінкового; на Краматорському напрямку - райони Сіверська, Калеників, Переїзного, Званівки, Виїмки, Верхньокам’янського, Кривої Луки, Спірного та Серебрянки, Григорівки, Івано-Дар’ївки; на Бахмутському напрямку - в районах н.п. Кодема, Вершина, Травневе, Бахмут, Зайцеве, Соледар, Яковлівка, Покровське та Білогорівка, в районах Берестового, Костянтинівки, Веселої Долини, Кодеми, Семигір’я; на Авдіївському напрямку - райони Невельського, Уманського, Нью-Йорка, Красногорівки, Авдіївки, Пісків та Новобахмутівки, райони н.п. Новокалинове, Новоселівка, Нетайлове, Піски; на Новопавлівському та Запорізькому напрямках - райони н.п. Мар’їнка, Пречистівка, Велика Новосілка, Новопіль, Новосілка, Времівка, Білогір’я, Зелене Поле, Павлівка, Ольгівське, Вугледар, Новоукраїнка, Темирівка, Степногірськ, Гуляйпільське, Мала Токмачка, Залізничне, Нестерянка та Малі Щербаки, Новомихайлівка, Павлівка, Шевченко; на Південнобузькому напрямку - райони Миролюбівки, Нововознесенського, Високопілля, Миколаєва та ще понад 25 н.п.
Президент Зеленський у відеозверненні зазначив, що окупанти значну частину своїх сил перекидають на південь — на Херсонщину.
Ворог також обстріляв Нікополь.

## Підсумки липня 2022 року

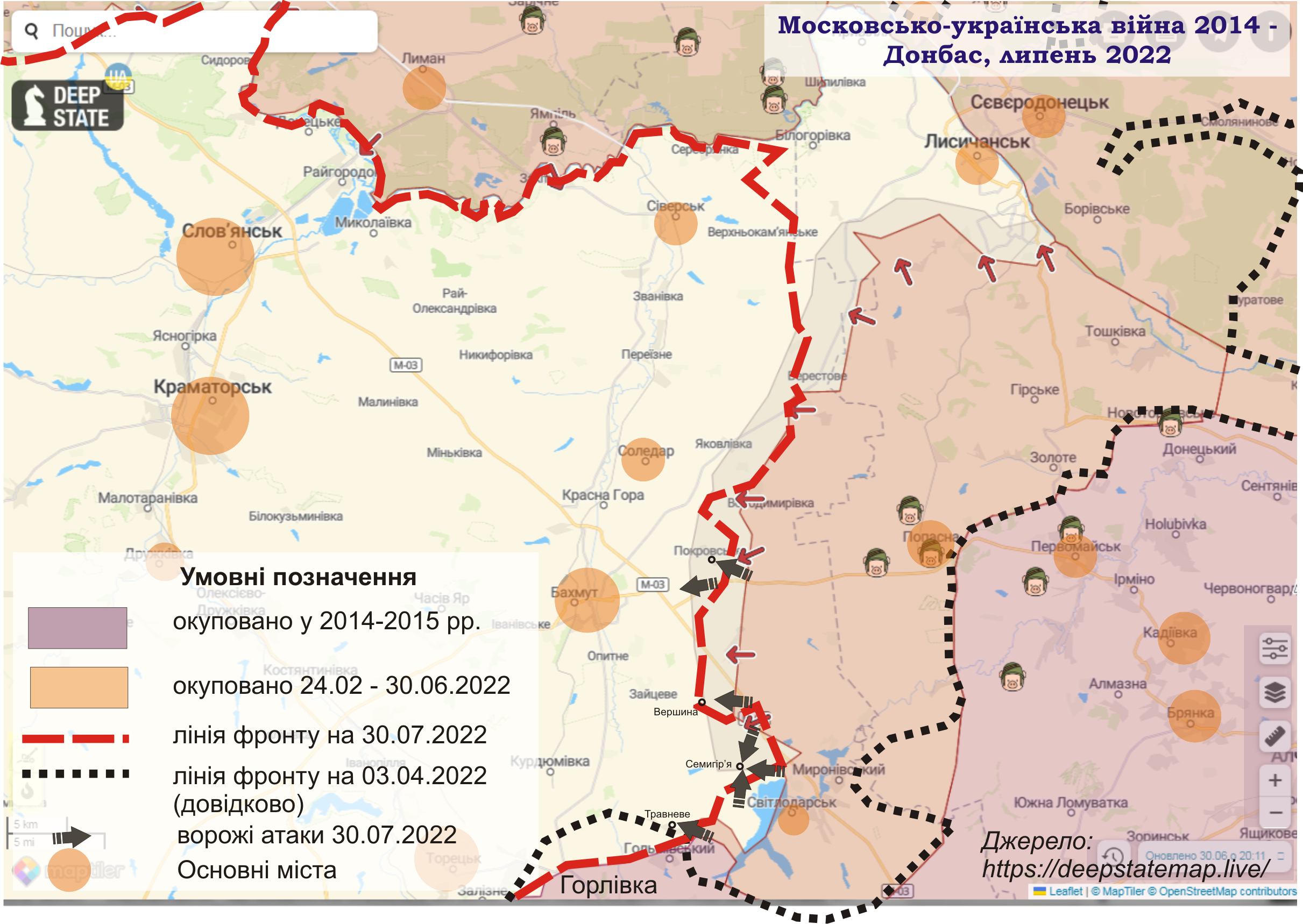
Становище на Донбасі у липні 2022 р.

На початку липня Сили оборони України під загрозою оточення вимушені були залишити Лисичанськ (3 липня), після чого основні бої точилися на східних підступах до Сіверська-Соледара-Бахмута, на північний схід від Авдіївки, на північний захід від Слов'янська (на межі області), на північ від Харкова і на півночі Бериславського району.
Ракетних ударів, окрім прифронтових міст (Харків, Чугуїв, міста на півночі Донецької області, Миколаїв), зазнали також околиці Одеси (с.Сергіївка 01.07, 21 загиблий; 11.07; 16.07; 18.07; 19.07; 20.07; 23.07;  26.07; 31.07), Павлоград (02.07), Покров (05.07), Шостка (05.07), Запоріжжя, Кривий Ріг (Інгулець 09.07; 10.07), Часів Яр (09.07, житловий будинок, 48 загиблих) Вінниця (14.07, центр, 25 загиблих), Дніпро (15.07., ПМЗ, 4 загиблих), Кременчук (15.07), Торецьк (18.07, 6 загиблих), Нікополь (21.07, 31.07), околиці Кропивницького (23.07; 28.07 - 5 загиблих)
Разом з тим, ЗСУ почали активно використовувати отримане західне озброєння, зокрема, РСЗВ HIMARS для враження ворожих складів БК, баз, інфраструктури на окупованих територіях - за даними МО України HIMARS на 16.07.2022 знищили понад 30 логістичних об'єктів військ РФ (станом на 25.07 повідомляється про 50 знищених російських складів із боєприпасами), що значно знизило інтенсивність ворожих обстрілів, а під Херсоном пошкоджено мости через Дніпро і Інгулець.
20.07.2022 в онлайн-форматі відбулася зустріч Контактної групи з оборони України (Ukraine Defense Contact Group) за участю міністра оборони України Олексія Резнікова або «Рамштайн-4» - погоджено збільшити постачання Україні важкого озброєння.
Зафіксовано початок масового перекидання окупаційних військ на правобережжя Херсонщини.
22.07.2022 у Стамбулі за посередництва Туреччини й ООН підписано  "зернові" угоди щодо гарантій безпечного вивозу з українських морських портів зерна на експорт (втім вже наступного ранку росіяни нанесли ракетний удар по Одеському порту).
В ніч з 28 на 29.07.2022 в результаті вибуху у виправній колонії №120 у окупованій Оленівці за даними окупантів загинуло 53 полонених ЗСУ, переважно «азовців». Українська сторона заявила, що підрив (або обстріл) барака здійснили самі росіяни з метою приховування катувань і вбивств українських полонених.
Про подальші події див. "Хронологія російського вторгнення в Україну (серпень 2022)"